# Équipe d'Algérie de football
Cet article traite de l'équipe masculine. Pour l'équipe féminine, voir Équipe d'Algérie féminine de football.
Maillots
Actualités
L'équipe d'Algérie de football (en arabe : منتخب الجزائر لكرة القدم, en berbère : ⵜⴰⵔⴱⴰⵄⵜ ⵜⴰⴷⵣⴰⵢⵔⵉⵜ ⵏ ⴷⴷⴰⴱⵅ ⵓⴹⴰⵔ), créée en 1957, est l'équipe nationale qui représente l'Algérie dans les compétitions internationales masculines de football, sous l'égide de la Fédération algérienne de Football (FAF). Surnommée également l'équipe des « Verts », les « Guerriers du désert » et aussi les « Fennecs ». Membre depuis 1963 de la FIFA au niveau international et depuis 1964 de la CAF au niveau continental, ainsi que de l'UAFA depuis 1974 et de l'UNAF depuis 2005.
L'équipe d’Algérie dispute son premier match sous le nom de l’équipe de l’ALN le 1er juin 1957 face à la Tunisie en pleine guerre d’Algérie au stade Chedly-Zouiten à Tunis match remporté sur le score de six buts à un. Après l’indépendance du pays en 1962, la première rencontre officielle de son histoire se joue le 6 janvier 1963 face à la Bulgarie, match remporté sur le score de deux buts à un. La sélection algérienne dispute ses premières qualifications à une phase finale de Coupe du monde en 1970. Elle remporte son premier trophée en 1990 lors de la Coupe d'Afrique des nations. La sélection obtient son meilleur résultat en 2019 en remportant pour la deuxième fois de son histoire la compétition. En Coupe du monde, l'Algérie s'est qualifiée à quatre occasions pour un tournoi final en 1982, 1986, 2010 et en 2014 au Brésil, où l'Algérie se qualifie pour la première fois de son histoire pour les huitièmes de finale, devenant ainsi la sixième nation d'Afrique à atteindre ce niveau.
L'équipe d'Algérie dispute depuis 1972 ses rencontres à domicile au stade du 5-Juillet-1962, stade de 85 000 places situé dans la capitale, Alger. L'Algérie est actuellement au 34e rang mondial selon le classement FIFA en avril 2023 et au 4e rang de la CAF.
La sélection algérienne détient le record de matchs sans défaites d'affilée (35 matchs, 27 victoires et 8 nuls), elle est donc la sélection qui détient la plus grande série d'invincibilité sur le continent africain. La série a débuté le 18 novembre 2018 avec un match gagné contre le Togo (4-1) et s'est terminée avec la défaite du 16 janvier 2022 contre la Guinée équatoriale (0-1),,.
Le sélectionneur de l'équipe d'Algérie est Vladimir Petkovic depuis le 4 mars 2024.

## Histoire

### L'équipe de l'ALN (1957-1958)
Un an avant la formation de l'équipe du FLN, deux anciens joueurs et entraineurs algériens ont décidé de former à Tunis, la première sélection qui allait représenter l'Algérie, il s'agit de Ahmed Benelfoul et Habib Draoua. En 1956, l'équipe est formée. Et en mai 1957, l'équipe est approuvée par le Front de libération nationale et décide qu'elle représentera l'Armée de libération nationale, une partie des joueurs venant du maquis. L'équipe est composée essentiellement des joueurs amateurs évoluant en Algérie et en Tunisie.
Le premier match est disputé le 1er juin 1957 contre la Tunisie au stade Chedly-Zouiten à Tunis. L'équipe va après disputer plusieurs matchs essentiellement dans le monde arabe jusqu'à sa dissolution en avril 1958 et la création de l'équipe du FLN,.

### L'équipe du FLN (1958-1962)

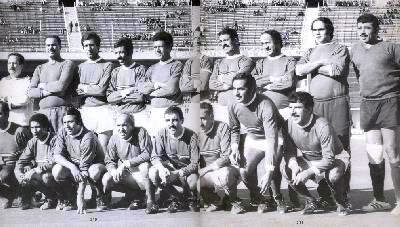
L'équipe du FLN à son jubilé au stade du 5-Juillet-1962 en 1974. De gauche à droite :
Debout : A.Sellami - Doudou - Zouba - Rouai - Amara - Zitouni - M. Soukane - Bouricha - Oudjani - Boubekeur
Assis : Mazouz - Kerroum - Benfadah - Bouchouk - A. Soukane - Kermali - Mekhloufi - Oualiken

En 1957, alors que la guerre d'Algérie a démarré depuis trois ans, les pro-indépendantistes du Front de libération nationale qui avaient auparavant inscrit la question de l'indépendance de l'Algérie au Nations unies voient en la création d'une équipe nationale de football l'occasion d'exposer la cause algérienne à la conscience du monde, alors que plusieurs joueurs nés en Algérie évoluent dans les clubs français comme Mustapha Zitouni, qui a joué avec l'équipe de France quelques matchs, tout comme Rachid Mekhloufi. Ils convainquent alors Mohamed Boumezrag aidé de quelques personnalités du monde du football de créer l'équipe clandestine du FLN dont le siège se trouve à Tunis. Elle comptait dans ses rangs plusieurs joueurs algériens basés en France ayant quitté leurs clubs respectifs,, à l'image de plusieurs joueurs de l'AS Monaco que sont Boubekeur, Ben Tifour, Bekhloufi, Zitouni et Chabri.
Le rôle de cette équipe était avant tout psychologique pour montrer aux Français de Métropole que même des footballeurs professionnels s'impliquaient dans cette cause, quitte à renoncer à leur statut. Les autorités françaises obtiennent facilement une interdiction de cette équipe par la FIFA. Malgré cette interdiction de jouer, l'équipe du FLN effectue une tournée mondiale d'environ quatre-vingts rencontres, notamment en Europe, en Asie et en Afrique. Ces matchs sont largement exploités par la propagande pro-indépendantiste. Le premier match de cette équipe est joué contre la Tunisie, à Tunis, le 1er juin 1957. L'équipe du FLN remporte ce match sur le score de 4-1.
Le nombre de matchs disputés par cette équipe varie selon les sources, selon l'ouvrage de Michel Naït-Challal concernant cette équipe, elle aurait disputé 83 rencontres et selon le journal Le football africain, elle aurait disputé 58 matchs.
Cette formation, qui est dissoute dès l'indépendance de l'Algérie en 1962 pour laisser place à l'équipe d'Algérie de football, a constitué le vivier dont puisait la nouvelle sélection nationale, du fait que plusieurs de ses joueurs seront convoqués pour disputer les futures rencontres de l'équipe, à l'image des huit des joueurs du FLN qui sont sélectionnés dans la nouvelle équipe d'Algérie formée en 1963 :
| Date             | Lieu  | Adversaire               | Score | Réf     |
| ---------------- | ----- | ------------------------ | ----- | ------- |
| 28 février 1963  | Oran  | Algérie-Tchécoslovaquie  | 4-0   | [ f 1 ] |
| 1er janvier 1964 | Alger | Algérie-Allemagne        | 2-0   | [ f 2 ] |
| 4 novembre 1964  | Alger | Algérie-Union soviétique | 2-2   | [ f 3 ] |
| 17 juin 1965     | Oran  | Algérie-Brésil           | 0-3   | [ f 4 ] |

### La jeunesse de l'équipe d'Algérie (1962-1974)
Après l'indépendance du pays, la Fédération algérienne de football est fondée en 1962. Elle est affiliée à la FIFA en 1964 et est membre de la CAF lors de la même année. Avant cela, la sélection dispute son premier match officiel avec à sa tête Kader Firoud face à la Bulgarie, match qu'elle gagnera par deux buts à un, grâce entre autres à un joueur de l'équipe du FLN qui est Mustapha Zitouni. Ce sera le seul, et dernier match de Kader Firoud à la tête de la sélection algérienne, puisqu'en mars 1963 il est remplacé par Hamou Hekkache en intérim, ce dernier verra son équipe perdre dans son seul match avec lui à sa tête par deux buts à zéro face à la Tchécoslovaquie, avant d'être remplacé par Smaïl Khabatou dès le match suivant, gagné face à la même équipe de la Tchécoslovaquie par quatre buts à zéro. L'équipe disputera ensuite deux matchs face à l'Égypte où elle fera deux matchs nuls un et deux buts partout respectivement,. En tout, la sélection dispute onze matchs avec les adversaires cités ci-dessus en plus de la Tunisie, de la Yougoslavie, et de la Hongrie.

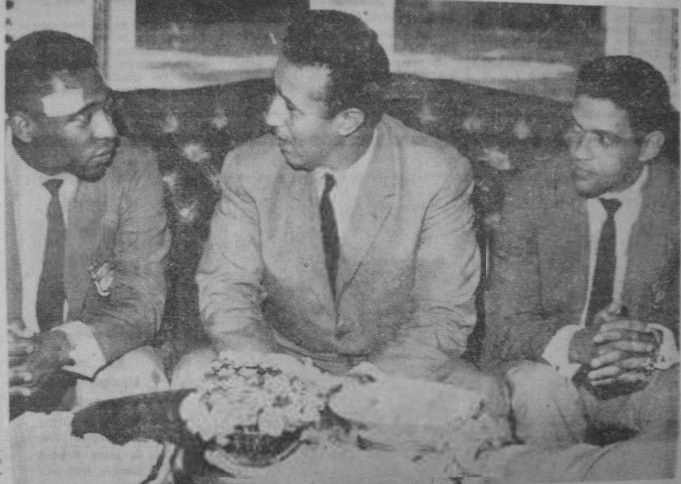
Le président algérien Ahmed Ben Bella lors de la réception de Pelé et de Garrincha le 17 juin 1965 en football à Oran

Le premier jour de l'année 1964, l'Algérie, renforcée par ses joueurs professionnels bat par deux buts à zéro l'équipe de RFA forte de Hans Tilkowski, Uwe Seeler, Helmut Haller, Karl-Heinz Schnellinger, pays qui dispute la finale de la Coupe du monde 1966 contre l'Angleterre. L'Algérie remporte donc le match contre la RFA sous la houlette de Smaïl Khabatou par deux buts à zéro grâce aux buts de Ahmed Oudjani (RC Lens) et Mahi Khennane (Stade rennais), ainsi qu'à Abderrahmane Boubekeur qui a arrêté un penalty. L'Algérie jouera une nouvelle fois une série de deux matchs face à l'équipe d'Égypte où elle concède respectivement une défaite par un but à zéro, et un nul deux buts partout, elle disputera aussi un match face à la Bulgarie, et un autre face à l'Union soviétique. Fait marquant durant cette même année, est la participation de l'équipe d'Algérie au premier match officiel (matchs amicaux non inclus) comptant pour les jeux panafricains 1965 face à la Tunisie, match qu'elle gagnera par un but à zéro, elle fera un match nul zéro partout au match retour, ce qui lui permet d'accéder à sa première compétition officielle, et ceci sous la houlette de l'ancien joueur du « onze de l'indépendance » Abderrahmane Ibrir.
L'Algérie aurait pu participer dès 1965 aux éliminatoires de la coupe du monde, mais la totalité des équipes africaines ont déclaré forfait général pour contester le nombre de places attribuées à l'Afrique en Coupe du monde de football, vu que la FIFA n'offrait qu'une seule place à partager entre l'Asie et l'Afrique. La sélection algérienne se contente donc de disputer encore un match amical en 1965 contre le Brésil, le 17 juin 1965 à Oran, match qu'elle perdra par trois buts à zéro, avant de s'envoler à  Brazzaville pour disputer sa première compétition officielle, qui est aussi la première édition des jeux panafricains; l'Algérie disputera en sept jours pas moins de cinq matchs, ce qui lui permet d'atteindre la finale de cette compétition, finale qu'elle perdra contre la Côte d'Ivoire après s'être débarrassée dans les tours précédents, de Madagascar, du Congo-Kinshasa et du Mali. L'année suivante verra l'équipe d'Algérie disputer un seul match amical.
En 1967, l'Algérie dispute ses premiers tours qualificatifs à la Coupe d'Afrique des nations, elle réussira à se qualifier guidée par un certain Hassen Lalmas à la Coupe d'Afrique des nations 1968 après s'être débarrassé du Mali, et de la Haute-Volta (Burkina Faso),, l'équipe réussit cet exploit sous la houlette du premier entraîneur étranger à driver la sélection algérienne, Lucien Leduc. La même année, c'est-à-dire en 1967, l'Algérie joue aussi sa première phase qualificative pour les Jeux olympiques de Mexico de 1968 et ceci face à la Libye,, elle échouera cependant au tour qualificatif suivant face à la Guinée, puisqu'elle perd 6-5 en agrégat,, et ne jouera donc pas ses premiers Jeux olympiques dès sa première participation aux éliminatoires.

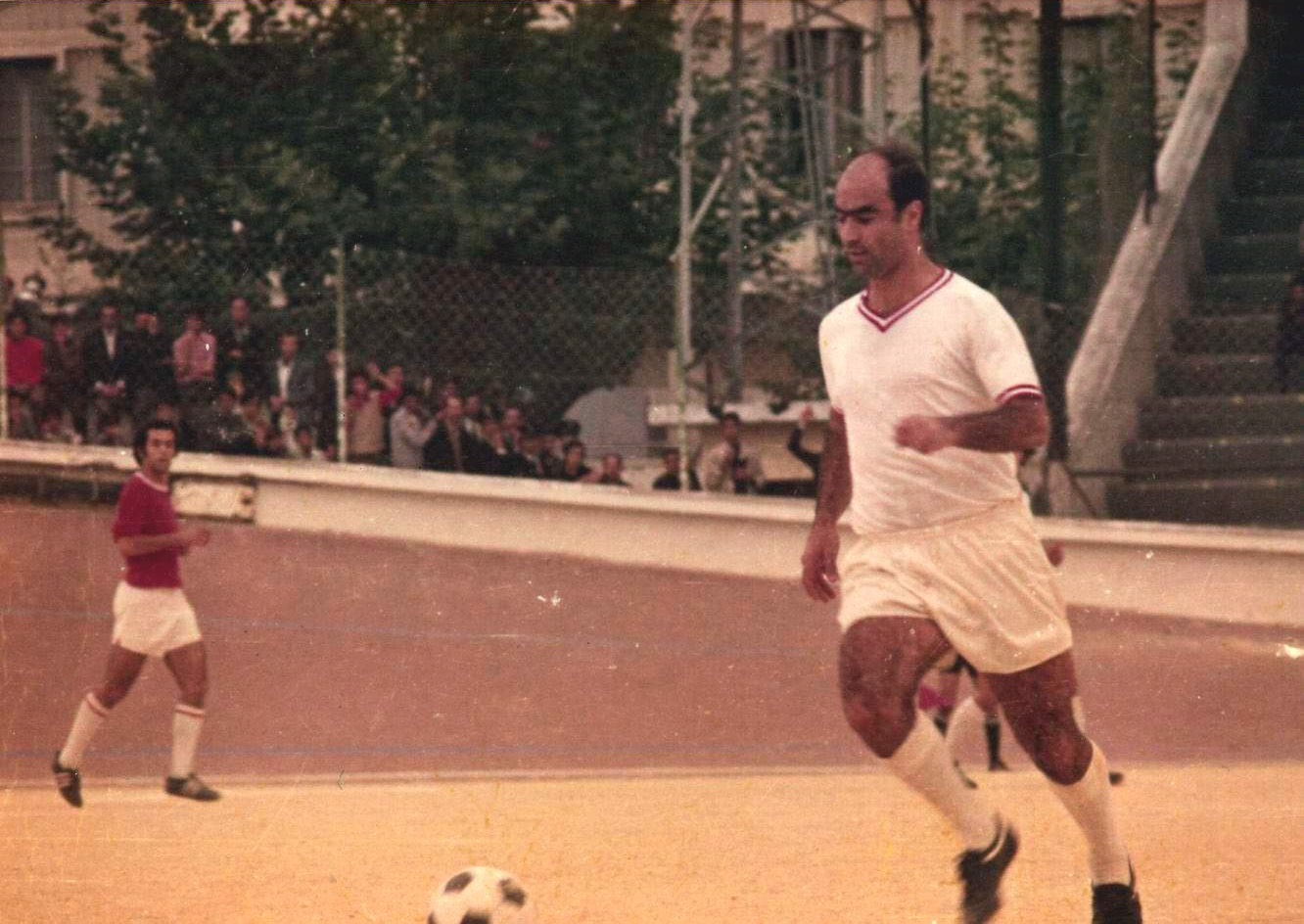
Hassen Lalmas, ici sous les couleurs du CR Belouizdad est le pilier de la sélection algérienne durant la Coupe d'Afrique des nations 1968

Toujours sous la houlette de Lucien Leduc, l'Algérie, participe donc pour la première fois à une compétition internationale, à savoir la Coupe d'Afrique des nations dès le début de l'année 1968. Cependant, elle la commencera mal, puisqu'elle perd son premier match face à la Côte d'Ivoire par trois buts à zéro, mais elle se ressaisira en gagnant par quatre buts à zéro face à l'Ouganda grâce entre autres à un triplé historique de Hassen Lalmas. Le dernier match des poules est disputé le 16 janvier 1968 face à l'Éthiopie, pays organisateur de cette Coupe. L'Algérie perdra ce match par trois buts à un, et donc est éliminée dès le premier tour de la compétition. Avec trois points en trois matchs qui se sont disputés en quatre jours, la sélection algérienne s'en sort bien pour une première participation à une compétition continentale séniors. Dans la même année, l'Algérie participe pour la première fois aux qualifications à la Coupe du monde de l'édition de 1970, mais les Fennecs ne parviennent pas à se qualifier face à la Tunisie en enregistrant un score nul à Tunis et  en perdant à domicile deux buts à un.
Durant l'année 1969, l'Algérie parviendra à se défaire du Maroc en aller-retour,, mais échouera le tour suivant face au double champion d'Afrique en ce temps, qu'est l'Égypte,, à se qualifier pour sa deuxième phase finale de la Coupe d'Afrique des nations de football. En 1972, la sélection algérienne ne jouera que deux matchs comptants pour les qualifications à la Coupe d'Afrique des nations de football 1972, et à cause du but marocain marqué à Alger, l'Algérie sera privée pour la seconde fois consécutive d'une participation à la Coupe d'Afrique des nations, puisqu'elle perd par trois buts à zéro au Maroc. L'année suivante, l'Algérie n'enregistre qu'une seule victoire en cinq matchs, puisqu'elle fait trois matchs nuls face à la Libye, à Malte, et au Mali, et en perdra un, face au Mali. Dès le début de l'année 1972, l'équipe d'Algérie participe à la première édition de la Coupe de Palestine, en arrivant deuxième de son groupe derrière la Syrie, après trois victoires et une défaite durant la phase des poules, mais elle sera éliminée en demi-finale face à l'Irak, et gagnera le match pour la troisième place contre la Syrie. Elle jouera ensuite les éliminatoires de la Coupe du monde de football 1974 face à la Guinée, mais elle sera éliminée malgré sa courte victoire à Alger par un but à zéro, puisqu'elle perd par cinq buts à un lors du match retour en Guinée.
Après une victoire, un nul et une défaite, l'Algérie est vite éliminée de Jeux africains 1973 dès la phase des poules. L'Algérie disputera aussi la même année, la Coupe de Palestine en finissant à la troisième place. Mais le fait marquant de cette année est que le 17 août 1973, en Libye, l’Algérie enregistre sa plus large victoire de son histoire contre le Yémen du Sud, sur le score de quinze buts à un avec un sextuplé de Nassreddine Akli. En 1974, les Fennecs ne disputent que quatre matchs amicaux, du fait de sa non-participation ni à la Coupe du monde de football 1974 ni à la Coupe d'Afrique des nations de football 1974.

### La génération dorée (1975-1991)

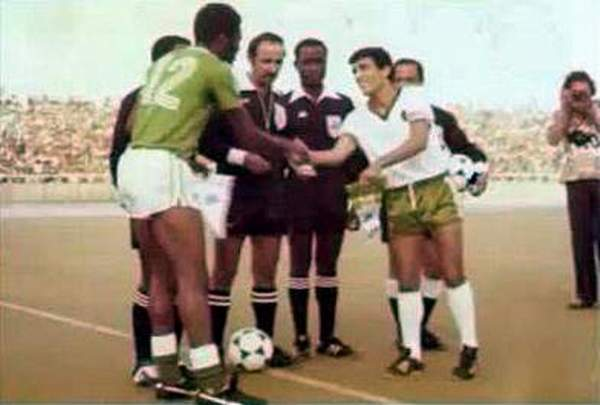
Algérie-Nigeria aux Jeux Africains 1978

L'année suivante, l'Algérie ne disputera aucun match, ce qui est assez rare pour une équipe A, et ceci est dû au fait qu'Alger accueille les Jeux méditerranéens 1975, de ce fait toute la ferveur populaire se tourne la vers la jeune équipe olympique algérienne, équipe dirigée par Rachid Mekhloufi qui deviendra après le succès de l'Algérie contre la France en finale (3-2) le sélectionneur de l'équipe A des Verts. Ce match avait pris une tournure patriotique aussi bien pour les autorités officielles algériennes que la masse de supporteurs et la population car il s'agit d'affronter l'équipe de France , l'ex-puissance coloniale. Le président algérien, à l'époque Houari Boumédiène, avait déclaré aux joueurs dans les vestiaires qu'il ferait couper la retransmission télé de la cérémonie de remise du trophée si l'équipe de France allait gagner le match.
Ce sera lors de la rencontre amicale entre l'Algérie et le club anglais: Sheffield United, jouée à Oran et remportée sur le score de 3-1, que les supporters algériens scanderont pour la première fois ce qui devient le slogan de l'équipe d'Algérie de football, le One, two, three, viva l'Algérie !. L'année 1976 commence bien pour la sélection algérienne qui renoue avec la compétition, en effet, composée des jeunes vainqueurs des Jeux méditerranéens 1975, l'Algérie réussit à passer le premier tour des éliminatoires de la Coupe du monde 1978 face à la Libye, mais lors du dernier match de l'année le 21 avril 1976, à Cottbus, en République démocratique allemande, l’Algérie enregistre la plus large défaite de son histoire contre l'équipe RDA sur le score de cinq buts à zéro,. Mais après avoir sorti la Libye au premier tour, l'Algérie échoue encore une fois à se qualifier à la Coupe du monde de football contre la Tunisie. Lors de la même année, face aux résultats en dents de scie des sélections algériennes dans tous les sports, et alors que les clubs algériens échouaient aux premiers tours des compétitions à cause d'un manque de structures, tout ceci est notamment est dû au fait que la pratique du sport en Algérie se faisait en masse, ce qui est un des principes du socialisme, et résulte de cela l'amateurisme du sport algérien. En rajoutant à cela que l'hymne national algérien est sifflé pour la première fois depuis l'indépendance devant un président de la république lors de la finale de la Coupe d'Algérie 1977 opposant la JS Kabylie au NA Hussein Dey par des supporters kabyles, le président de l'époque Houari Boumedienne décide alors d'appliquer une réforme sportive visant à introduire les principaux clubs algériens dans les sociétés nationales. Les principaux clubs algériens sont donc renforcés, et de ce fait l'équipe d'Algérie acquiert de nouveaux joueurs.
En 1978, l'équipe A ne dispute de nouveau aucun match, laissant place aux Jeux panafricains 1978 que gagnera l'équipe olympique algérienne composée des cadres de l'équipe A, après la finale gagnée par un but à zéro face au Nigeria. En 1979, l'équipe A ne dispute qu'un seul match face à la Pologne, après quoi la majorité des sélectionnés partent avec l'équipe olympique participer aux Jeux méditerranéens 1979, mais ils ne parviendront pas à garder leur titre, et sont éliminés en demi-finale face à la Yougoslavie.
Qualifiée pour sa première phase finale sénior depuis la CAN 1968, l'Algérie parvient lors de la Coupe d'Afrique des nations de football 1980 à se hisser en finale, et ceci après un match nul contre le Ghana (0-0), deux victoires contre le Maroc un but à zéro et contre la Guinée trois buts à deux, puis en demi-finale, elle bat l’Égypte aux tirs au but. Mais en finale, l’Algérie s’incline contre le Nigeria, cette performance reste à ce jour la seconde meilleure de l'équipe en Coupe d'Afrique des nations de football.
La même année, l'Algérie se qualifie à ses premiers Jeux olympiques après avoir écrasé le Maroc (5-1 à Casablanca) et (3-0 à Alger), mais les jeunes algériens seront sortis une nouvelle fois par les Yougoslaves, cette fois-ci en quarts de finale, après avoir ramassé cinq points dans une poule composée de l'Espagne, la RDA et la Syrie.
En 1981, l'Algérie se qualifie facilement à la Coupe d'Afrique des nations de football 1982 en gagnant entre autres sept buts à zéro contre le Burkina Faso. L'Algérie commence donc l'année 1982 par la Coupe d'Afrique des nations, elle se qualifie pour les demi-finales après avoir pris sept points sur neuf lors de la phase des poules, mais sera éliminée en demi-finale face au Ghana après prolongations, et perd aussi la petite finale face à la Zambie, ce qui la place en quatrième position.
Djamel Zidane - Rabah Madjer, Chaâbane Merzekane, Ali Fergani , Salah Assad - Mehdi Cerbah , Noureddine Kourichi, Faouzi Mansouri - Lakhdar Belloumi, Mahmoud Guendouz, Mustapha Dahleb

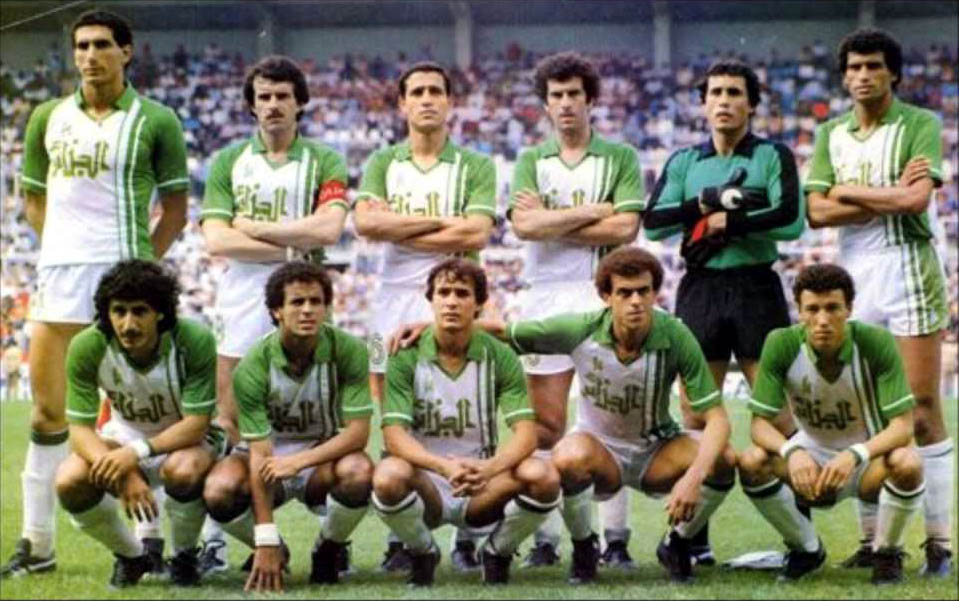
Équipe d'Algérie de football à la Coupe du monde 1982

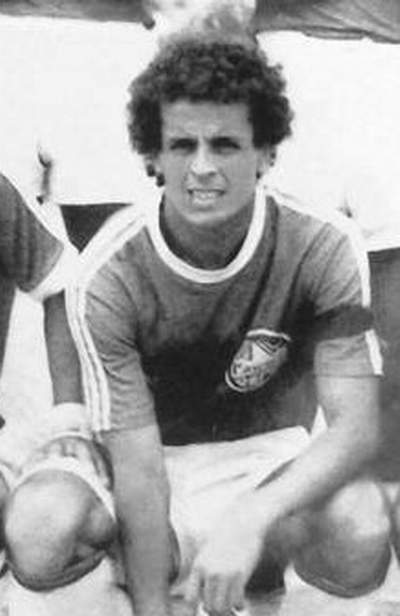
Lakhdar Belloumi, la légende africaine des années 1980'

En tant que finaliste de la CAN 1980,l'Algérie est attendu au mondial 1982, c'est ce qu'elle fera en passant le Sierra Leone, le Soudan, le Niger, et finalement le Nigiera, tombeur des algériens en finale de la CAN 1980, et l'Algérie à se qualifier pour une Coupe du monde 1982 pour la première fois. Rabah Madjer (Lakhdar Belloumi remporte le Ballon d'or africain en 1981), Mustapha Dahleb et Salah Assad entre autres permettent donc à l’équipe d'Algérie de disputer une première phase finale de Coupe du monde, à savoir la Coupe du monde 1982 en Espagne où l'Algérie bat le finaliste de l'édition, la RFA par deux buts à un en phase de poule. Elle perd ensuite face à l'Autriche deux buts à zéro et battu le Chili termine par une victoire trois buts à deux face au Chili. Le match RFA - Autriche, surnommé le « match de la honte » doit donc décider du sort des Algériens, en effet seule une courte victoire des Allemands peut qualifier les deux pays européens, aux dépens de l'Algérie. Au bout de dix minutes de jeu, Hrubesch ouvre le score pour la RFA. Dès lors et du fait de ce résultat gagnant-gagnant, les deux équipes se contentèrent de passes inoffensives jusqu'à la fin de la partie. Devant un public médusé, ce spectacle de non-jeu fut retransmis sur les télévisions du monde entier. Après ce match plusieurs joueurs allemands ont exprimé leur manque absolu de compréhension avec les critiques véhémentes en Allemagne même. Kicker Sportmagazin s'est refusé à évaluer le match ou les joueurs : Nous ne pouvons pas donner d'étoiles à aucun participant, car il n'y a pas eu de match de foot à Gijón. » sous le titre « Ils ne savent pas ce qu'ils ont causé. Désormais, tous les derniers matchs du premier tour se déroulent le même jour et à la même heure, mettant fin aux manœuvres et combines deloyales.
En 1984, elle prend la troisième place lors de la CAN 1984. Lors de la CAN 1986, elle repart avec deux défaites et un match nul et est éliminée au premier tour. Au Mexique, lors de la Coupe du monde 1986, les Algériens ne franchissent pas non plus le premier tour dans un groupe composé de l'Irlande du Nord (match nul 1-1), le Brésil (défaite 1-0) et l'Espagne (défaite 3-0). Le seul buteur de la compétition est Djamel Zidane. Par la suite, l'Algérie ne parvient pas à se qualifier pour les autres Coupes du monde, une traversée du désert qui a duré vingt-quatre ans. En 1988, L'Algérie termine troisième de la CAN 1988.
| \| Osmani Serrar Megharia Benhalima Messaoud Amani Chérif El-Ouazzani Saïb Oudjani Menad Madjer · \| Équipe-type de la CAN 1990 |
| Osmani Serrar Megharia Benhalima Messaoud Amani Chérif El-Ouazzani Saïb Oudjani Menad Madjer ·                                  |

En 1990, l’Algérie accueille la CAN 1990. Dans le groupe A, elle termine première en battant respectivement le Nigeria (5-1, doublés de Djamel Menad et de Rabah Madjer, but de Djamel Amani), la Côte d’Ivoire (3-0, buts de Djamel Menad, Tahar Cherif El Ouazzani et de Chérif Oudjani) et l’Égypte (2-0, buts de Amani et de Moussa Saïb). En demi-finale, elle bat le Sénégal (2-1, buts de Djamel Menad et de Djamel Amani) devant 85 000 personnes au stade du 5-Juillet-1962.
En finale, dans le même stade devant 100 000 personnes contre le Nigeria, Chérif Oudjani, marque le but de la victoire et permet à l'Algérie, de prendre sa revanche de la finale perdue 10 ans plus tôt contre le même adversaire et surtout de décrocher, le titre de champion d’Afrique pour la première fois de son histoire. Djamel Menad est le meilleur buteur de la compétition avec quatre buts.

### Les années déclin: (1992-2007)

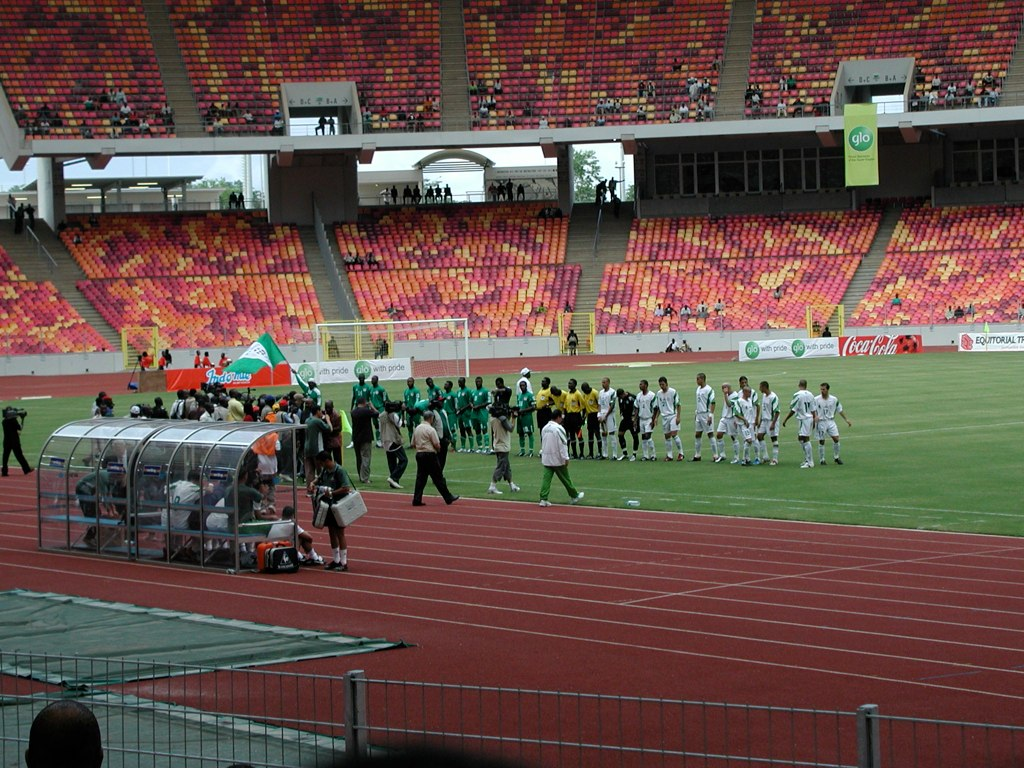
Le 4 juillet 2004, avant le match contre le Nigeria comptant pour la Phase qualificative de la Coupe du monde 2006 au Abuja Stadium à Abuja.

Fort d'un titre de champion d’Afrique, l'équipe d'Algérie ne réussit pourtant pas à se qualifier pour la Coupe du monde 1990 en Italie. En 1991, elle remporte la Coupe Afro-asiatique des Nations. Tenante du titre, l'Algérie lors de la CAN 1992 déçoit. Elle repart avec une défaite contre la Côte d’Ivoire (0-3) et un match nul contre le Congo (1-1, but de Nacer Bouiche). En 1994, elle est disqualifiée de la CAN 1994 par la CAF à cause de la participation d'un joueur qui avait obtenu un carton rouge mais qui a quand même joué lors du match suivant. Elle échoue en qualification pour la Coupe du monde 1994 aux États-Unis au profit du Nigeria. Ce passage à vide n'est pas le fruit du hasard, à cause de la guerre civile algérienne qui a frappé le pays, le football à son tour a été contaminé, comme tous les autres disciplines sportives. Cette période est la période du déclin du sport en Algérie.
Lors de la CAN 1996, l'équipe d'Algérie revient dans une compétition internationale. Elle termine ex æquo avec la Zambie qui s’incline en quarts contre l'Afrique du Sud (1-2). Elle ne participe pas aux éditions 1998 et 2002 de la Coupe du monde. De même en 1998, elle termine dernière du groupe A de la CAN avec trois défaites.
En 2000, elle termine deuxième mais s’incline en quarts contre le Cameroun (1-2). En 2002, elle termine dernière du groupe. Ici on veut marquer la différence entre 1990-1996 (période où l'Algérie ne participe à aucune compétition internationale) et 1996-2004 (retour de l'Algérie sur le plan continental). Lors de la CAN 2004, elle s’incline en quarts de finale contre le Maroc (3-1) après prolongation (but d'Abdelmalek Cherrad).
L'Algérie ne se qualifie pas lors de la CAN ni de la Coupe du monde 2006, terminant avant-dernière du groupe. Elle a disputé au Camp Nou (Stade du FC Barcelone), le 5 juin 2007 un match amical contre l'Argentine. Le match se termine sur le score de 4-3 avec une victoire de l'Argentine. Lionel Messi (Argentine) et Nadir Belhadj (Algérie) réussissent un doublé. Antar Yahia (Algérie), Esteban Cambiasso (Argentine) et Carlos Tévez (Argentine) marquent chacun un but.
L'Algérie sont joués avant leur match de football à la Coupe du monde Loftus Versfeld Stadium à Pretoria.
Pour les qualifications de la CAN 2008, elle termine deuxième du groupe, mais n’est pas classée dans les trois meilleurs deuxièmes, elle est donc éliminée. L'équipe d'Algérie est composée de Rafik Saïfi, Karim Ziani, Karim Matmour, Anthar Yahia, Nadir Belhadj, Madjid Bougherra.

### La renaissance de l'équipe d'Algérie (2007-2014)

#### L'ère Saâdane (2007-2010)

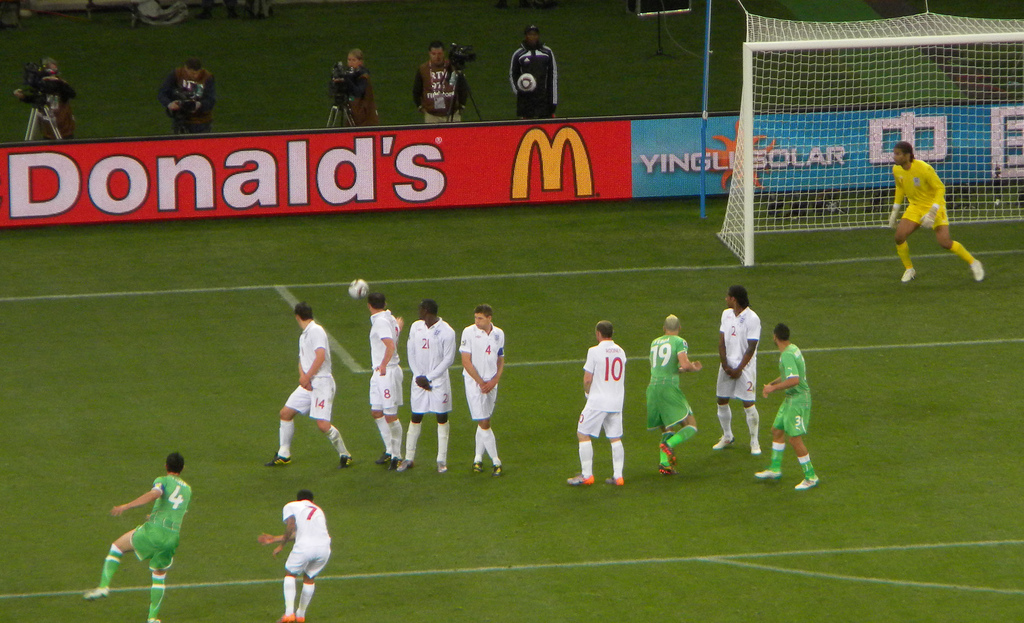
L'Algérie face à l'Angleterre Coupe du monde 2010.

Après l'élimination au tour préliminaire de la CAN 2008, la fédération algérienne décide de remercier Jean-Michel Cavalli qui avait pour obligation d'amener l'Algérie dans cette compétition (ce qui n'a pas été le cas). La fédération choisit de rappeler pour la cinquième fois, l'ancien sélectionneur qui avait participé à la Coupe du monde 1982 en tant que membre du staff et à la Coupe du monde 1986 en tant que sélectionneur : Rabah Saâdane. Pour son retour, l'Algérie l'emporte (3-2) face au Mali en match amical. Elle fait ensuite un match nul (1-1) face au Congo lors de son second match amical. Lors de son premier match de qualification pour la Coupe du monde 2010, l'Algérie concède une courte défaite à Dakar face au Sénégal (1-0). Ensuite, les Algériens enchaînent le bon et le moins bon dans ces éliminatoires, face au Liberia (3-0), et par deux fois contre la Gambie (1-0 ; 0-1). Mais ils enregistrent une victoire décisive face au Sénégal (3-2) et un match nul face au Liberia (0-0). Depuis le retour de Rabah Saâdane à la tête de la sélection, les performances des Algériens s'améliorent grâce aux bons résultats, le public est convaincu et les passionnés sont revenus. En conclusion, le retour de Rabah Saâdane fut une réussite car il emmènera pour la troisième fois de son histoire l'Algérie en Coupe du monde.
Il s’est aussitôt lancé dans une large opération de prospection qui l’a mené en Europe en collaboration avec ses adjoints. Le nombre de joueurs concernés par cette liste est de 25, en vue du renforcement de la sélection nationale.

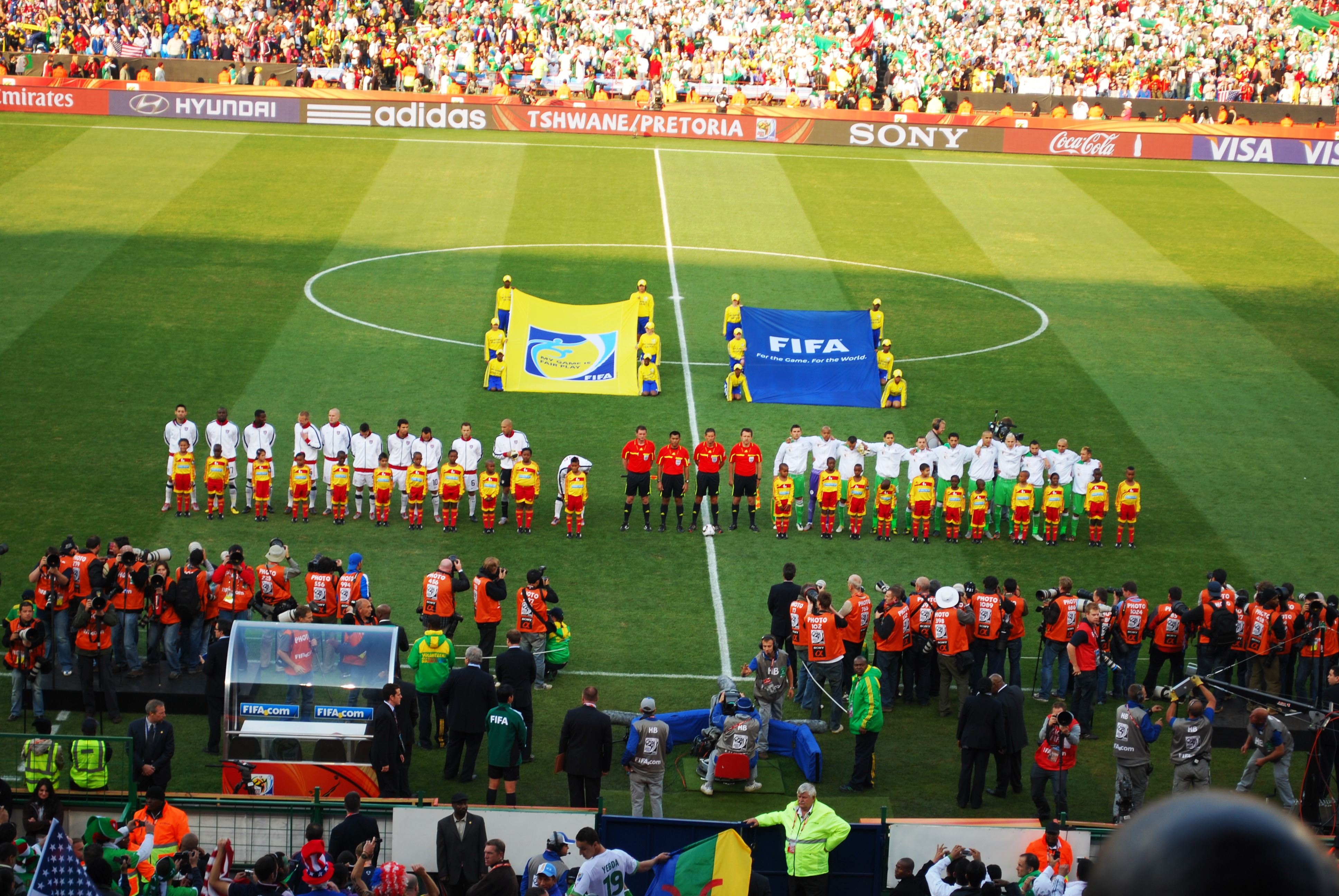
Hymnes nationaux lors de la confrontation Algérie-États-Unis lors de la coupe du monde 2010 en Afrique du Sud.

Le 11 octobre 2008, l'Algérie fait son retour parmi les 20 meilleures équipes Africaines en terminant première de son groupe devant le Sénégal, la Gambie et le Liberia, lors des éliminatoires préliminaires de la CAN et de la Coupe du monde 2010. Elle se hisse, au troisième et dernier tour des qualifications. L'Algérie, se trouve dans le groupe C avec la Zambie, le Rwanda et l'Égypte.
Le 19 novembre 2008, l'Algérie joue un match amical contre le Mali et font match nul (1-1). Le 11 février 2009, l'Algérie bat le Bénin en match amical (2-1).
Le 28 mars 2009, lors de la première journée des éliminatoires pour la CAN et la Coupe du monde 2010, l'Algérie fait match nul à l'extérieur contre le Rwanda (0-0).
Le 7 juin 2009, lors de la deuxième journée des éliminatoires pour la CAN et la Coupe du monde 2010, l'Algérie bat l'Égypte à domicile (3-1).
Le 20 juin 2009, lors de la troisième journée des éliminatoires pour la CAN et la Coupe du monde 2010, l'Algérie bat la Zambie à l'extérieur (2-0). Ce qui permet à l'Algérie de prendre de l'avance sur ses principaux concurrents (la Zambie et l'Égypte).
Le 12 août 2009, l'Algérie joue un match amical contre l'Uruguay à domicile et s'impose (1-0). Pour ce match le sélectionneur Rabah Saâdane appelle pour la première fois Mourad Meghni qui est aligné d'entrée de match comme titulaire.
Le 6 septembre 2009, lors de la quatrième journée des éliminatoires pour la CAN et la Coupe du monde 2010, l'Algérie bat la Zambie à domicile (1-0). L'Algérie conserve la tête de son groupe avec 3 points d'avance sur l'Égypte à deux journées de la fin des qualifications. Pour le match retour face au Rwanda (match prévu le 11 octobre à Blida), le sélectionneur Rabah Saâdane appelle deux nouveaux joueurs afin de renforcer son équipe et de pallier l'absence de Yazid Mansouri (suspendu), Hassan Yebda (Portsmouth) et Djamel Abdoun (FC Nantes) pour la première fois en sélection.
Le 11 octobre 2009, lors de la cinquième et avant dernière journée des éliminatoires pour la CAN et la Coupe du monde 2010, l'Algérie bat le Rwanda à domicile (3-1) après avoir été mené au score. Avant la dernière journée, où l'équipe d'Algérie se déplacera en Égypte, il faudrait pour que les algériens aillent directement en Afrique du Sud au pire une défaite face à l'Égypte par 1 but d'écart. Cependant, avec 2 buts d'écart pour l'Égypte, les 2 pays auraient le même nombre de points et le même nombre de buts marqués et encaissés. Il y aura donc égalité parfaite entre les deux équipes qui seront alors départagées par un éventuel match d'appui (qui aura lieu au Soudan) le 18 novembre, selon les règlements de la FIFA (qui ne tient pas compte du nombre de buts marqué à l'extérieur).
Le 14 novembre 2009, lors de la sixième et dernière journée des éliminatoires pour la CAN et la Coupe du monde 2010, l'Égypte bat l'Algérie (2-0).
Le 18 novembre 2009, lors du match d'appui au Soudan, l'Algérie bat l'Égypte (1-0). Grâce à cette victoire, l'Algérie est qualifié pour le Mondial 2010 en Afrique du Sud, 24 ans après sa dernière participation et pour la troisième fois de son histoire. Le 4 décembre 2009, lors du tirage au sort du Mondial 2010 en Afrique du Sud, l'Algérie est reversé dans la poule C en compagnie de l'Angleterre, des États-Unis et de la Slovénie.
Le 3 mars 2010, l'Algérie joue un match amical contre la Serbie et elle perd trois buts à zéro. En préparation pour le mondial, l'équipe nationale d'Algérie est partie faire un stage en Suisse.
Le 28 mai 2010, l'Algérie joue un match amical contre la république d'Irlande à Dublin et perd encore une fois (3-0).
Le 5 juin 2010, l'Algérie joue un match amical contre les Émirats arabes unis à Nuremberg en Allemagne et s'impose (1-0).
Depuis la Coupe du monde 2010, l'Algérie n'arrive toujours pas à s'imposer, enchaînant les défaites ou les matchs nuls. Elle perd (2-1) en match amical face au Gabon et est tenue en échec (1-1) par la Tanzanie dans un match comptant pour la qualification pour la CAN 2012. Ces mauvais résultats causent le départ de Rabah Saâdane, qui annonce sa démission le 4 septembre 2010.

#### La parenthèse Benchikha (2010-2011)

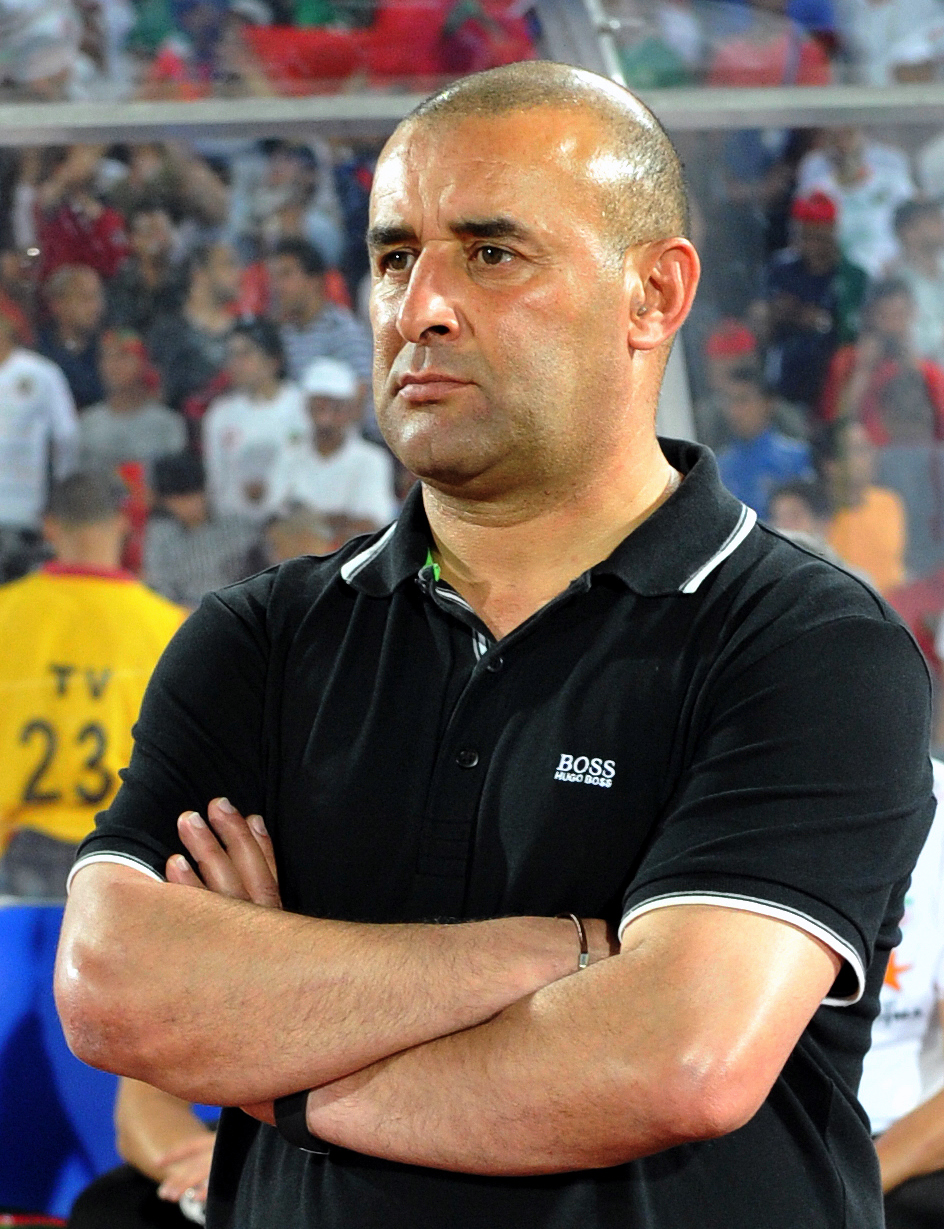
Abdelhak Benchikha lors de son dernier match avec la sélection.

Le 12 septembre 2010, Rabah Saâdane est remplacé par Abdelhak Benchikha, qui a reçu pour mission de qualifier l'Algérie pour la CAN 2012. Le 10 octobre 2010, l'équipe algérienne poursuit sa campagne des éliminatoires de la CAN avec le nouveau sélectionneur mais se fait battre (2-0) à l'extérieur par les Centrafricains, notamment en raison de nombreuses blessures parmi les titulaires, puis fait un match nul contre le Luxembourg (0-0) en match amical le 17 novembre 2010. Les défaites de cette année souvent dues à un manque d'efficacité offensive. Le nouveau sélectionneur Abdelhak Benchikha amène de nouveaux éléments dans l'équipe pour combler les failles. On parle notamment de Yannis Tafer, jeune attaquant prometteur évoluant à Toulouse. L'Algérie est actuellement dernière du groupe D pour les qualification à la Coupe d'Afrique des Nations 2012/2013. À la suite de ces prestations décevantes, l'Algérie a réussi à battre son homologue marocaine à Annaba sur le score de 1-0 sur un penalty, lors de la 3e journée des qualifications pour la CAN 2012 le 27 mars 2011. Le 4 juin 2011, lors du match retour du derby maghrébin, l'Algérie perd 4-0, cette défaite provoque la démission du sélectionneur Abdelhak Benchikha.

#### L'ère Halilhodžić (2011-2014)

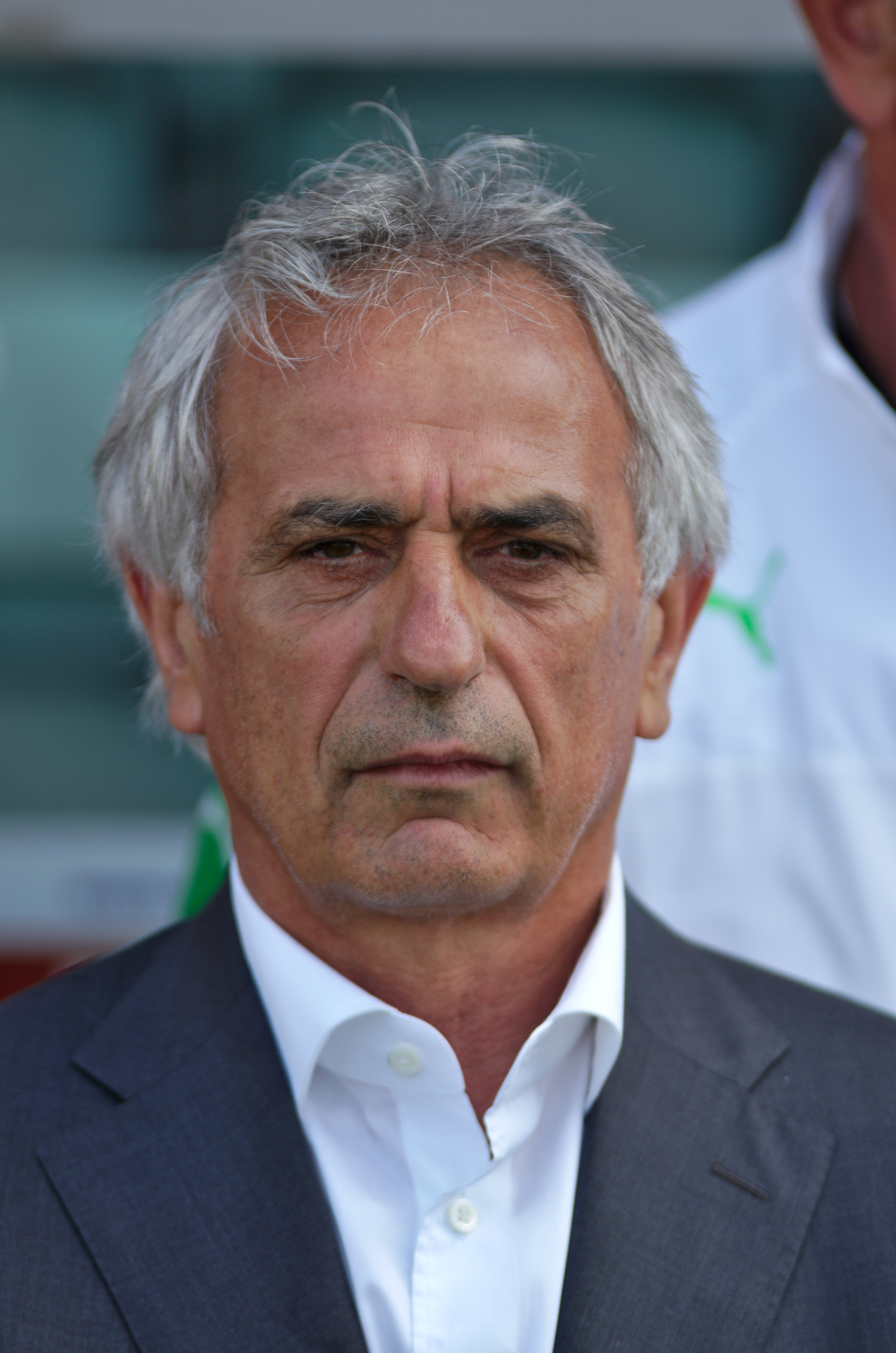
Vahid Halilhodžić lors du match Algérie - Arménie le 31/05/14 à Sion, Suisse

Après la démission de Abdelhak Benchikha, Vahid Halilhodžić a été nommé sélectionneur. Dès son arrivée à la tête de l'équipe, il réussit à arracher le match nul en Tanzanie (1-1) but de Hameur Bouazza, ce qui provoque l'élimination de l'Algérie pour la CAN 2012. Le 9 octobre 2011, l'Algérie reçoit la République centrafricaine pour la dernière journée de la qualification pour la Coupe d'Afrique des nations 2012. Malgré le fait que les Fennecs soient éliminés, ils parviennent à se débarrasser de leurs homologues centrafricains par une victoire (2-0). L'Algérie continue sa série de matchs sans défaite avec un match amical contre la Tunisie qui se solde par une victoire (1-0). Le 29 février 2012, l'Équipe nationale renoue avec la victoire à l'extérieur pour le compte des qualifications pour la CAN 2013 face à la Gambie (victoire 2-1). L'Algérie revient le 26 mai 2012 pour un match amical face au Niger pour préparer sa campagne de qualification pour la Coupe du monde de football 2014 et gagne largement par (3-0).
Lors du match retour face à la Gambie comptant pour les qualifications à la Coupe d'Afrique des nations de football 2013, l'Algérie enregistre une victoire de plus (4-1). Elle enchaîne son combo par une victoire contre la Libye (1-0) pour le compte de la cinquième journée des Coupe d'Afrique des nations de football 2013 en match aller à Casablanca. Elle décrochera son billet qualificatif pour la CAN 2013 qui se déroule en Afrique Du Sud lors du match retour le 14 octobre 2012 dans le stade Mustapha-Tchaker de Blida en euphorie, l’Algérie l'emporte (2-0), c'est El Arbi Hillel Soudani qui ouvre la marque à la quatrième minute et Islam Slimani inscrit le second, trois minutes plus tard (septième minute), les Libyens tentèrent d'interrompre le match, il aura fallu l'intervention du président de la FAF Mohamed Raouraoua pour calmer les esprit et reprendre le match. Le sélectionneur a ainsi atteint son premier objectif : la Coupe d'Afrique des nations de football 2013. Le 14 novembre, l'Algérie enregistre une deuxième défaite face à la Bosnie.
Lors du tirage au sort du 24 octobre 2012 qui a eu lieu à Durban en Afrique du Sud, l'Algérie est placée dans le groupe D avec la Côte d'Ivoire, la Tunisie et le Togo. Présentée comme favori de la compétition[réf. nécessaire], l'EN déçoit et a eu "l'honneur" d'être la première équipe éliminée du tournoi au bout de deux matchs (3 buts encaissés pour 0 marqués) en perdant dans le temps additionnel contre la Tunisie. L'Algérie s'incline ensuite contre Togo(0-2). Lors du dernier match face aux Ivoiriens, les deux équipes se séparent sur un match nul (2-2).
Le 2 juin 2012, elle commence son premier match comptant pour les éliminatoires de la coupe du monde de 2014 en écrasant l'équipe du Rwanda (4-0). Pour la deuxième journée des éliminatoires de la Coupe du monde de football 2014, Vahid Halilhodžić connait sa première défaite avec la sélection contre le Mali (1-2).

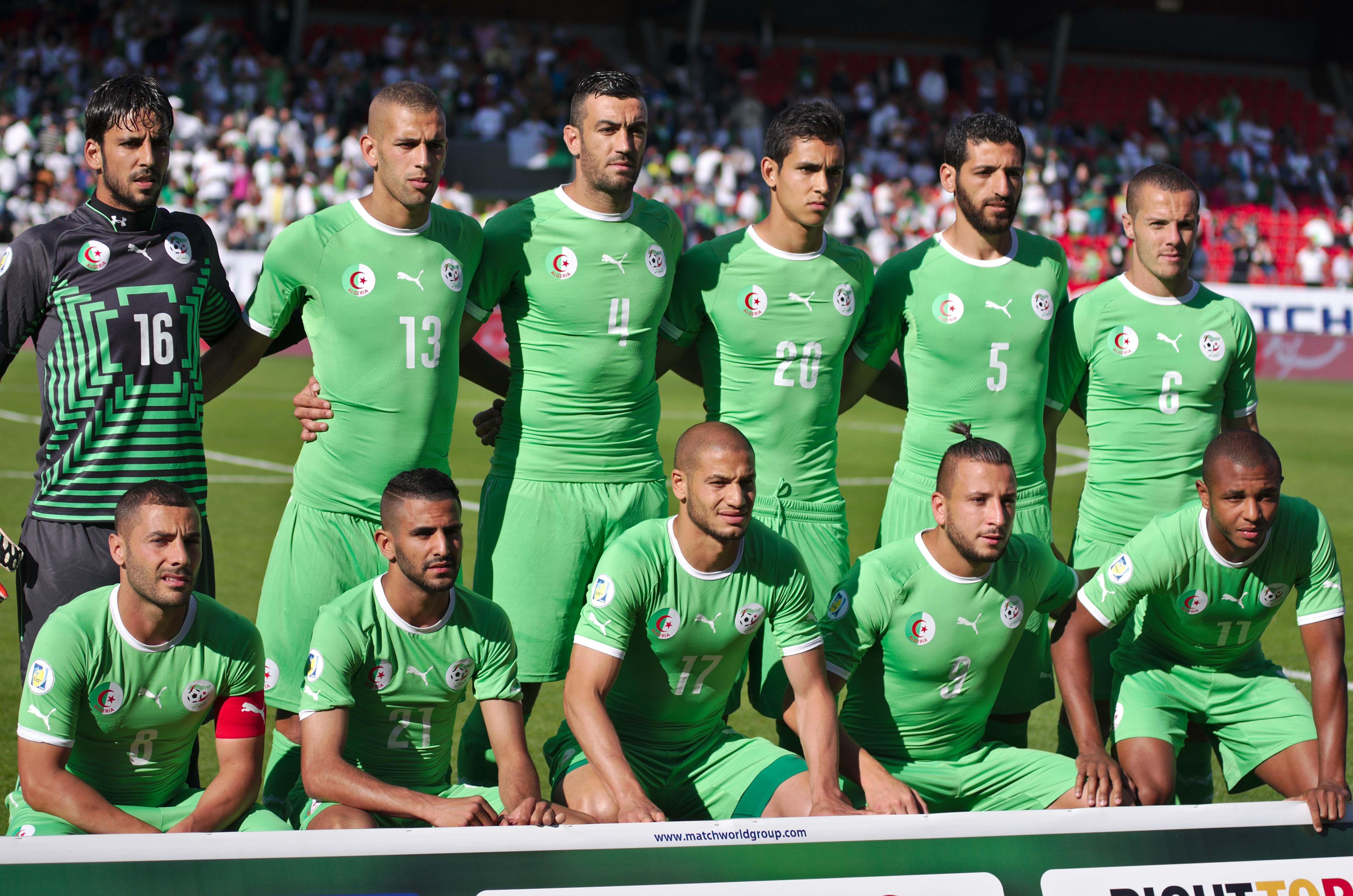
Les Verts avant le match contre l'Arménie le 31 mai 2014 en football.

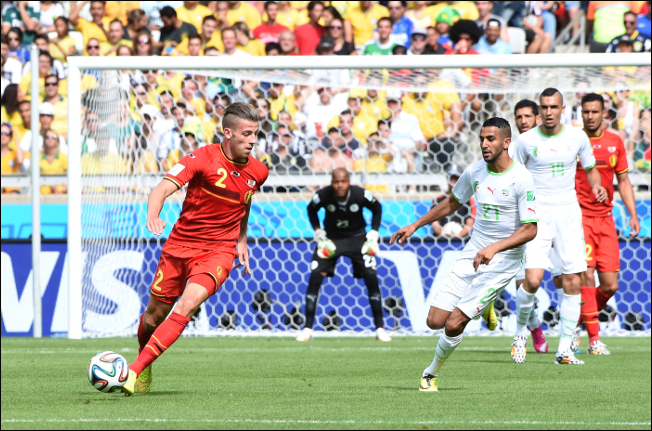
Match de poule contre la Belgique en Coupe du monde 2014.

Dès lors, l'Algérie enregistre 5 victoires en 6 matchs (4 comptant pour les éliminatoires à la Coupe du monde 2014 et 2 matchs amicaux). L'équipe nationale décroche ainsi son billet pour le dernier tour éliminatoire de la Coupe du monde qui aura lieu en octobre et novembre 2013, à la faveur de ses 4 points d'avance sur le Mali à une journée de la fin du 2e tour (Groupe H).
Après une campagne décevante pour la coupe d'Afrique 2013, certains pensent que Vahid Halilhodžić va être limogé, mais la FAF décide de s'en tenir à lui. Après un moment de flottement, le président de la FAF, Mohamed Raouraoua, décide de confirmer Vahid Halilhodžić à la tête des Verts. L'Algérie continue la campagne de qualification pour la Coupe du monde de 2014, entamée avec une victoire et une défaite. L'Algérie poursuit sa campagne en gagnant sur le score de (3-1) contre Bénin à la maison et en les battant à nouveau (3-1) à l'extérieur. Elle continue en remportant son match contre le Rwanda sur le score de (1-0) à l'extérieur, ce qui leur garantit la première place du groupe. Son dernier match est sans enjeu mais l'Algérie gagne contre l'équipe du Mali (1-0) à la maison. Après avoir remporté le groupe H, l'Algérie rencontre le Burkina Faso au troisième tour. La 1re étape a eu lieu au Burkina Faso, et la seconde en Algérie. Le premier match se termine par une défaite (3-2) au Burkina Faso. Le deuxième match est rude mais l'Algérie réussit à assurer une victoire sur le score de (1-0) et à se qualifier pour la Coupe du monde.
Dans le cadre de sa préparation à la phase finale de la Coupe du monde, l'Algérie joue trois matchs amicaux. Le premier le 5 mars contre la Slovénie à Blida, le second le 31 mai face à l'Arménie à Genève et le dernier le 4 juin face à la Roumanie, également en Suisse.
L'Algérie fait partie du groupe H de la Coupe du monde de football 2014, avec la Belgique, la Russie et la Corée du Sud. Dans leur match d'ouverture, Feghouli marque le premier but de la Coupe du monde de l'Algérie depuis 28 ans. Les Algériens d'inclinent cependant face à la Belgique sur le score de (2-1). Dans leur deuxième match contre la Corée du Sud, gagné (4-2), Brahimi marque le quatrième but contre l'opposition pour établir un record d'être la première équipe africaine à marquer quatre buts ou plus en un seul match de Coupe du monde. Le 26 juin, l'Algérie joue la Russie pour la deuxième place dans le groupe H. La Russie marque le but d'ouverture, mais Slimani devient un héros en marquant le but égalisateur pour mener l'Algérie en huitièmes de finale de la Coupe du monde pour la première fois de son histoire. Les Algériens y affrontent l'Allemagne. Le match est serré et la Mannschaft ouvre le score au début des prolongations. Les Allemands marquent à nouveau à la 119e minute et l'Algérie réduit l'écart par Djabou à la 121e minute. Le score final est donc de 2-1.
| Période   | J  | G  | N | P | Palmarès                                                |
| --------- | -- | -- | - | - | ------------------------------------------------------- |
| 2011-2014 | 30 | 18 | 5 | 7 | - Qualifié pour la CAN 2013 - Qualifié pour la CdM 2014 |

### Après le Mondial 2014: difficultés et échec de la qualification à la Coupe du monde 2018 (2014-2018)

#### L'ère Gourcuff (2014-2016)
Après la Coupe du monde, Vahid Halilhodžić, en raison d'une inimitié avec le président de la Fédération algérienne Mohamed Raouraoua 

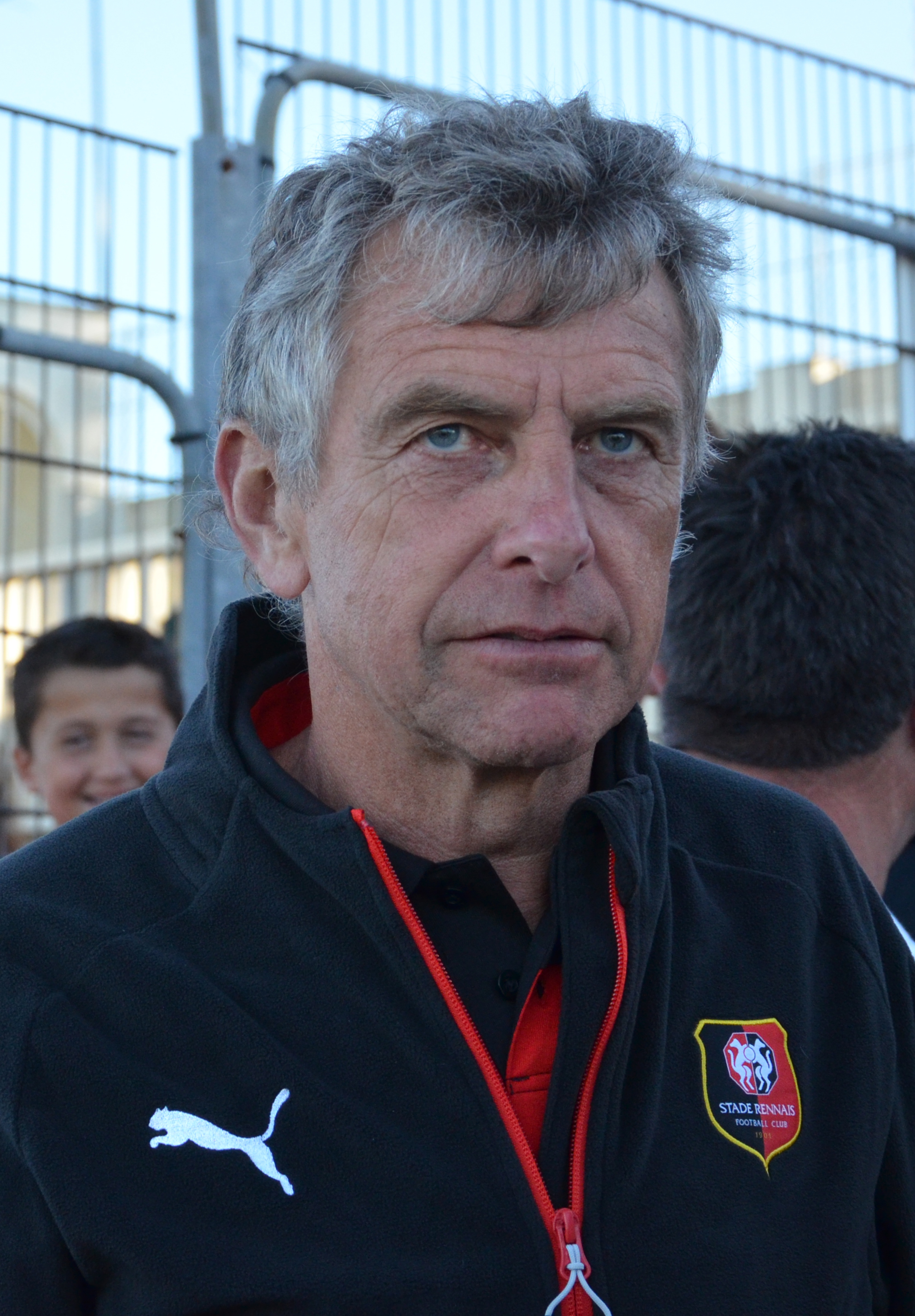
Gourcuff, sélectionneur d'Algérie (2014-2016).

, et qui arrivait en fin de contrat, est remplacé par Christian Gourcuff à la tête de la sélection nationale. La CAN 2015 étant prévu pour le mois de janvier, l'équipe d'Algérie est directement plongée dans les éliminatoires de cette compétition.

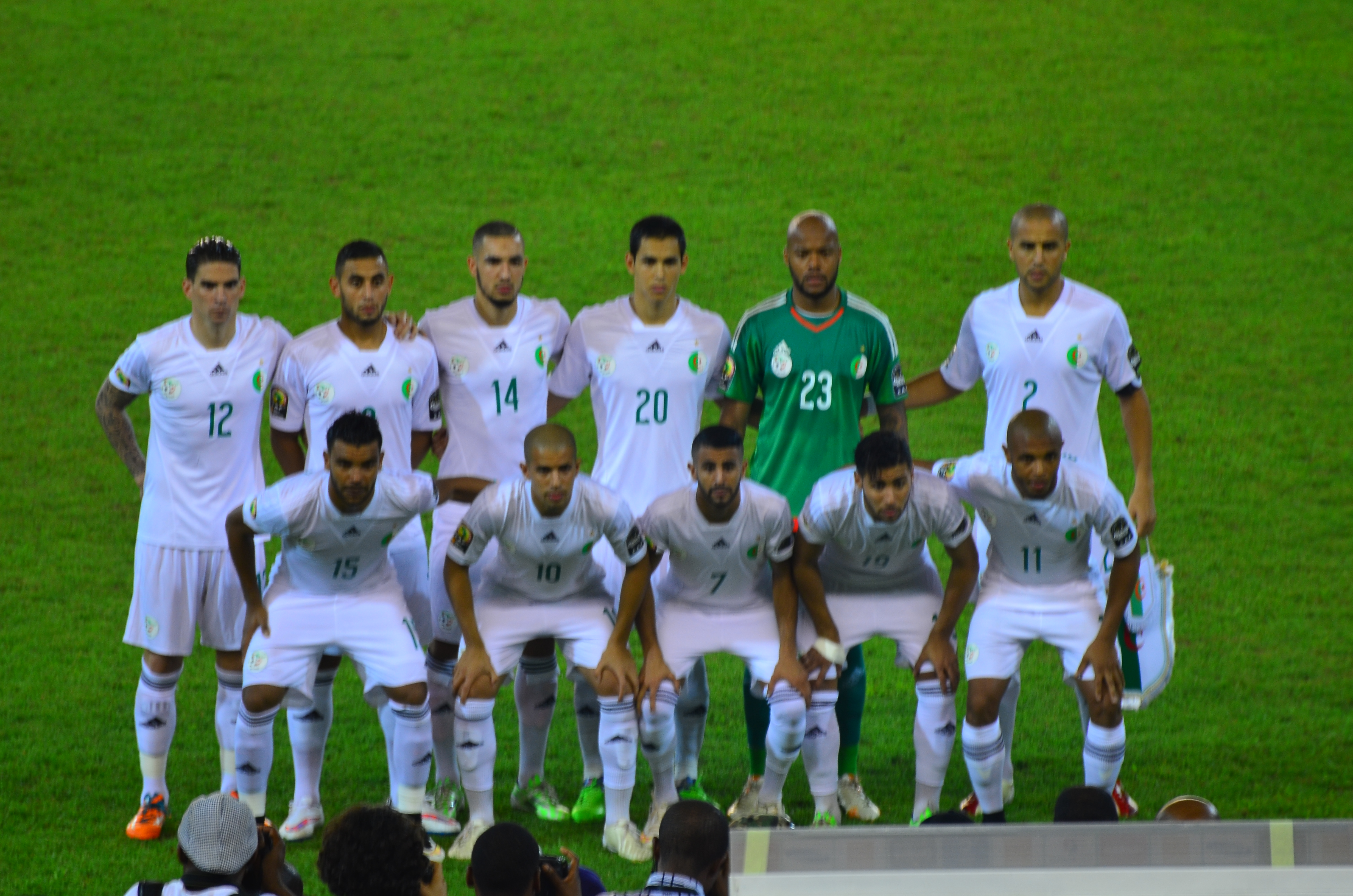
Algérie - Côte d’Ivoire en quarts de finale lors de la CAN 2015.

La contrainte temporelle pousse la CAF à condenser les éliminatoires en trois mois. Ainsi, chaque groupe de quatre équipes doit jouer deux journées par mois. L'Algérie est versée dans le groupe B en compagnie du Mali, du Malawi et de l'Éthiopie.
L'Algérie est mathématiquement qualifiée dès la quatrième journée grâce à un sans-faute (4 victoires). Elle remporte encore le match de la cinquième journée face à l'Éthiopie (3-1) avant de connaitre sa seule défaite des éliminatoires, au Mali, lors de l'ultime journée.
Les Verts terminent donc premiers du groupe ; à noter que l'Algérie est l'équipe qui a récolté le plus grand nombre de points lors de la phase de qualification.
Lors de la CAN 2015, l'Algérie remporte difficilement le match d'ouverture contre l'Afrique du Sud (3-1), s'incline lors du deuxième match contre le Ghana (1-0) et remporte l'ultime match contre le Sénégal (2-0). Elle finit donc deuxième du groupe derrière le Ghana, devant l'Afrique du Sud et le Sénégal. En quarts de finale, l'Algérie rencontre la Côte d'Ivoire, en s'inclinant (3-1).
L'Algérie entame des matchs amicaux (Qatar, Oman) et des matchs de qualification pour la Coupe d'Afrique des Nations 2017. Après un match amical contre la Guinée perdue, Christian Gourcuff est vivement critiqué par la presse algérienne et par les supporters. Ces critiques perdurent lors du match aller de la qualification pour la Coupe du monde 2018 en Tanzanie où le jeu algérien a déplu. Après 2 victoires, l'une 7-0 contre la Tanzanie (match retour de qualification Coupe du monde 2018), l'autre contre l'Éthiopie 7-1 (match de qualification CAN 2017) et un match nul 3-3 contre l'Éthiopie, Christian Gourcuff démissionne de son poste de sélectionneur national.

#### Quatre sélectionneurs en un an et échec à la qualification à la Coupe du monde 2018 (2016-2017)

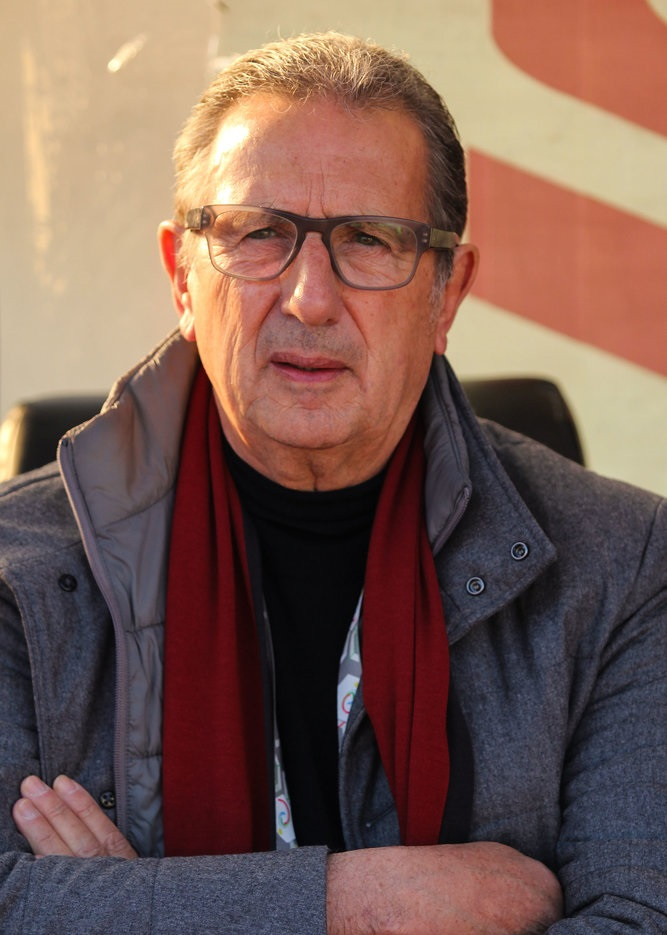
Georges Leekens, sélectionneur de l'équipe d'Algérie lors de la CAN 2017.

Le 2 juin 2016, Nabil Neghiz, nommé sélectionneur intérimaire, remporte le match face aux Seychelles (2-0) et qualifie sa sélection à la CAN 2017.
Le Serbe Milovan Rajevac est alors nommé sélectionneur. Il prend donc une équipe d'ores et déjà qualifiée pour la Coupe d'Afrique des nations 2017 et qui doit entamer le troisième et dernier tour des éliminatoires à la Coupe du monde 2018. Lors de ces éliminatoires, l'Algérie se trouve dans une poule relevée - dite groupe de la mort- composée du Cameroun, du Nigéria et de la Zambie. Chacune de ces équipes ayant déjà remporté au moins un titre continental. À l'issue d'un match nul contre le Cameroun, il démissionne. Le Belge Georges Leekens le remplace. Celui-ci débute par une défaite contre le Nigeria (3-1).
Lors de la Coupe d'Afrique 2017, l'Algérie commence par un nul face au Zimbabwe 2-2 puis une défaite 2-1 contre la Tunisie et font match nul 2-2 face au Sénégal qui se qualifie au côté de la Tunisie, ensuite Leekens démissionne et est remplacé par l'Espagnol Lucas Alcaraz,. Celui-ci débute par une victoire face au Togo lors des qualifications à la CAN 2019. Il est lui-même limogé en octobre 2017 après l'échec à la qualification à la Coupe du monde, et après avoir perdu lors de la double confrontation contre la Zambie et contre le Cameroun.

#### Rabah Madjer sélectionneur (2017-2018)

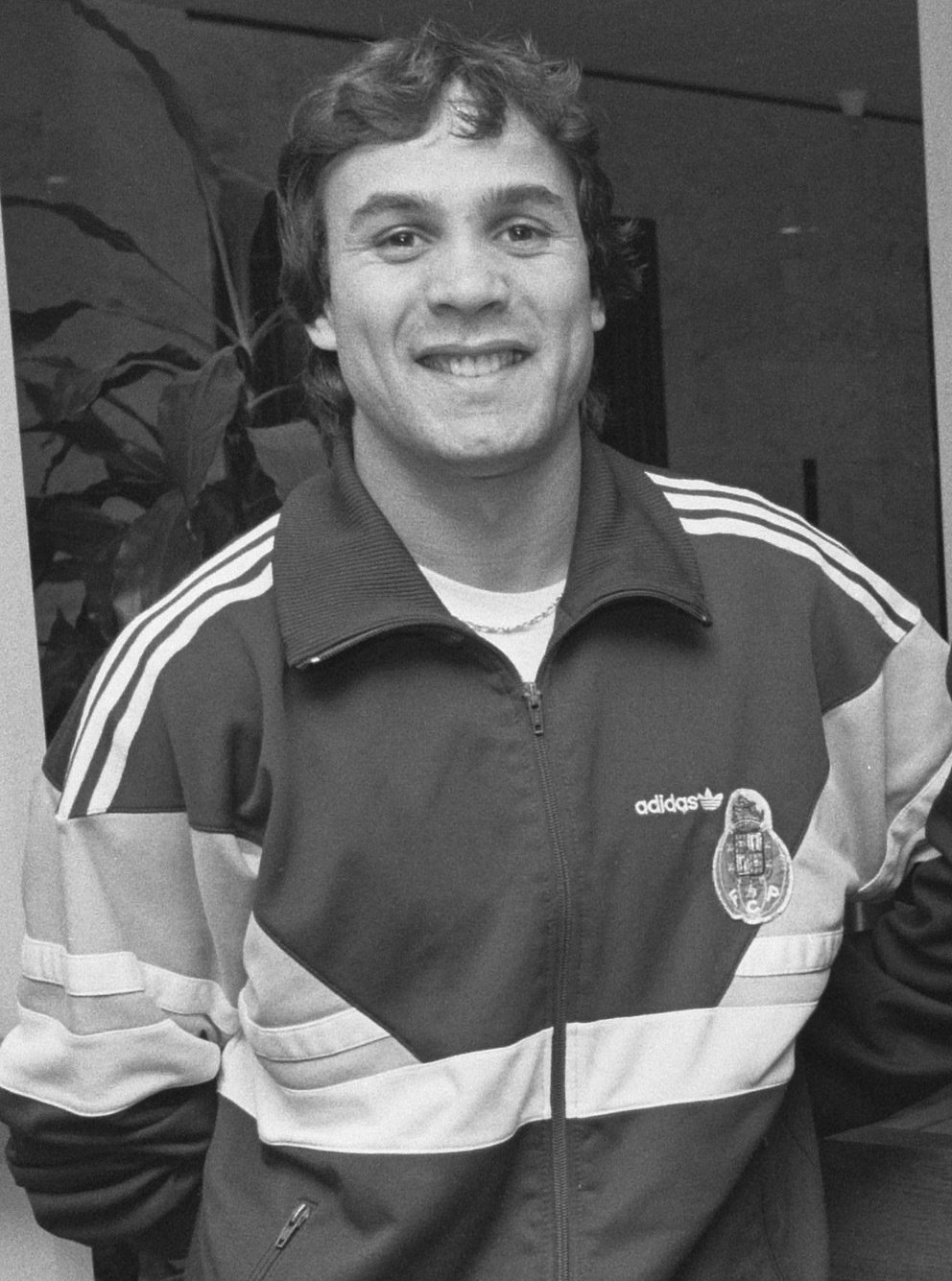
Rabah Madjer, sélectionneur d'Algérie (2017-2018)

Le 18 octobre 2017, Rabah Madjer est nommé sélectionneur. Il est assisté par l'ancien sélectionneur Meziane Ighil et Djamel Menad, tous deux anciens internationaux. Pour leur part, les anciens sélectionneurs Rabah Saâdane et Boualem Charef sont respectivement nommés DTN et DEN. Le 11 novembre, lors du match contre le Nigeria, la sélection fait un match nul (1-1). Mais le Nigeria se voit finalement sanctionné par la FIFA pour avoir aligné un joueur suspendu lors du match, l'Algérie remporte donc le match par forfait (3-0) et termine les éliminatoires avec quatre points et Madjer gagne son premier match sous les couleurs des Verts. En 2018, l'Algérie joue son premier match en gagnant contre la Tanzanie (4-1). Ensuite, l'Algérie perdra quatre fois : contre l'Iran (2-1), contre l'Arabie saoudite (2-0), contre le Cap-Vert (3-2) et enfin contre le Portugal (3-0). À la suite de ces résultats décevants, Madjer est limogé en juin 2018,.

### 2018-2024: Belmadi sélectionneur

#### Le sacre à la CAN 2019

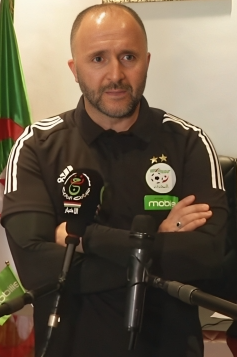
Djamel Belmadi champion d'Afrique en 2019 avec l'Algérie.

Souvent lié à l'équipe d'Algérie parallèlement à ces succès au Qatar (Al-Duhail Sports Club), le 2 août 2018, l'ancien international Djamel Belmadi est officiellement nommé sélectionneur. Il a deux objectifs : la qualification pour les CAN 2019 et 2021 et la Coupe du monde 2022 au Qatar. Belmadi désigne Yacine Brahimi comme nouveau capitaine, Raïs M'Bolhi le deuxième capitaine et Rafik Halliche le troisième.
Le 9 septembre 2018, Belmadi dirige son premier match sur le banc de touche Algérien à l'extérieur face à la Gambie pour les qualifications de la CAN 2019, en parallèle de tous les conditions qui influençaient le bon déroulement de cette rencontre, l'Algérie arrache un match nul d'un but partout, le but algérien est marqué par l'attaquant Baghdad Bounedjah,.
Belmadi attend le 12 octobre 2018 pour accueillir le Bénin au stade Mustapha-Tchaker de Blida dans le cadre des qualifications de la CAN 2019, l'équipe d'Algérie remporte le match de deux buts à zéro, Belmadi débute avec son schéma tactique préférable le 4-2-3-1, avec Riyad Mahrez comme capitaine, c'est grâce à Ramy Bensebaini et Baghdad Bounedjah que les buts sont inscrits. Le 18 novembre 2018, l'équipe d'Algérie se qualifie à la CAN 2019 en battant 4-1 le Togo.
| \| M'Bolhi Bensebaini Benlamri Mandi Atal Bennacer Feghouli Guedioura Belaïli Bounedjah Mahrez · \| Équipe-type de la CAN 2019. |
| M'Bolhi Bensebaini Benlamri Mandi Atal Bennacer Feghouli Guedioura Belaïli Bounedjah Mahrez ·                                   |

L'équipe d'Algérie débute la CAN 2019 en Égypte sur les chapeaux de roues en terminant premiers de leur groupe en se défaisant facilement du Kenya (buts de Baghdad Bounedjah (26e, 1-0) et de Riyad Mahrez (43e, 2-0)) avant de battre difficilement le Sénégal sur la plus petite des marges (but de Youcef Belaïli (49e, 1-0)), et de terminer la phase de groupes tranquillement par une victoire contre la Tanzanie (but d'Islam Slimani (31e, 1-0) et doublé d'Adam Ounas (34e, 2-0, puis 45+1re, 3-0)).
En huitième de finale, les Fennecs sont opposés à la Guinée, troisième d'un groupe composé également de Madagascar, du Nigeria, et du Burundi. Alors que la majorité des favoris sont éliminés de la compétition dès les huitièmes de finale par des "petites" équipes (défaites de l'Égypte 1-0 contre l'Afrique du Sud, du Maroc 1-1 (4-1 t.a.b) contre le Bénin, et celle du Cameroun, tenant du titre, 3-2 contre le Nigeria), les Verts ne se font pas surprendre et s'imposent grâce à des buts de Youcef Belaïli (24e, 1-0), de Riyad Mahrez (57e, 2-0) et d'Adam Ounas (82e, 3-0).
Les choses se compliquent en quarts de finale, lorsque les Verts sont opposés aux Éléphants de la Côte d'Ivoire. En effet, malgré l'ouverture du score de Sofiane Feghouli (20e, 1-0), les Ivoiriens parviennent à égaliser par l'intermédiaire de Jonathan Kodjia (62e, 1-1) et inscrivent en même temps le premier but encaissé par l'Algérie dans la compétition. Sachant qu'aucun but ne fut inscrit par la suite et que les prolongations ne donnent rien, les Algériens l'emportent aux tirs au but et rejoignent les demi-finales (1-1, 4-3 t.a.b.), une première depuis 2010 en Angola. La demi-finale est un "classique" du football africain : Algérie - Nigeria. Les deux équipes s'étaient affrontées à Lagos, au Nigeria, lors de la finale de la CAN 1980 (victoire 3-0 des Super Eagles) avant que les Verts ne prennent leur revanche dix ans plus tard à Alger (victoires 5-1 lors du match d'ouverture et 1-0 lors de la finale). Les deux équipes se procurent peu d'occasions, mais les Fennecs parviennent à ouvrir le score grâce à un but contre son camp de William Troost-Ekong après un centre de Riyad Mahrez contré par le défenseur nigérian (40e, 1-0). Cependant, en deuxième mi-temps, le défenseur central Aïssa Mandi provoque un penalty pour avoir contré une frappe nigériane du bras dans la surface de réparation (68e, 1-0).
Le penalty est transformé quelques minutes plus tard par le futur meilleur buteur de la compétition, Odion Ighalo (72e, 1-1). Alors que tout le monde pensait que le match allait continuer en prolongations, Riyad Mahrez marque sur un coup franc direct un peu plus de quatre minutes après le début des arrêts de jeu (90+5e, 2-1). L'Algérie atteint la finale 29 ans après celle de 1990.
Le 19 juillet 2019, la finale de la CAN oppose donc l'Algérie au Sénégal, deux équipes qui se sont affrontées lors de la phase de groupes (victoire de l'Algérie 1-0). L'unique but du match a été marqué à la 72 secondes après le coup d'envoi lorsque Baghdad Bounedjah a débordé sur la gauche et a tiré du pied droit depuis l'extérieur de la surface de réparation. Le ballon a pris une énorme déviation sur le défenseur sénégalais Salif Sané (qui remplace le titulaire habituel Kalidou Koulibaly, suspendu), lobe le gardien Alfred Gomis et vient se loger dans le petit filet du but sénégalais (2e, 1-0),. Les Lions de la Téranga ne s'avouent pas vaincus et dominent la suite du match. Vers l'heure de jeu, l'attaquant sénégalais Ismaïla Sarr tente un centre qui sera ensuite contré par le bras d'Adlène Guedioura : l’arbitre indique le point de penalty (60e, 1-0). Cependant, la faute n'est pas aussi flagrante, alors l'arbitre camerounais Sidi Alioum vient consulter les images du VAR au bord du terrain : le penalty est finalement refusé, l'arbitre estimant que le bras d'Adlène Guedioura était collé à son corps et que le mouvement était involontaire (62e, 1-0). Malgré plusieurs actions sénégalaises en fin de match, les Algériens tiennent bon et remportent la deuxième Coupe d'Afrique des nations de leur histoire, la première à l'extérieur.

#### Élimination dès le premier tour des CAN et 2021 et 2023 et échec de la qualification à la Coupe du monde 2022
Après des matchs amicaux, les Qualifications à la Coupe d'Afrique des nations de football 2021 débutent, l'Algérie se trouve dans le Groupe H des qualifications à la Coupe d'Afrique des nations de football 2022 avec le Zimbabwe, la Zambie et le Botswana. Les Fennecs démarre très bien les qualifications en gagnant 5-0 face à la Zambie. Durant ses qualifications l'Algérie gagne 4 matchs et font 2 matchs nuls (5-0 et 3-3 vs la Zambie ; 0-1 et 5-0 vs le Botswana ; 3-1 et 2-2 vs le Zimbabwe). Les Fennecs se qualifie facilement, le 16 novembre 2020, à la CAN 2021 avec la meilleure attaque (19 buts).
L'Algérie est placée dans le Groupe A des éliminatoires de la zone Afrique de la Coupe du monde de football 2022 avec le Burkina Faso, le Niger et Djibouti. Le premier match est un succès écrasant face à Djibouti, gagné 8-0 dont un quadruplé de Slimani. L'Algérie remporte la tête du groupe et affronte le Cameroun pour la qualification. Elle réussit à battre le Cameroun au stade de Japuma à Douala d'un score de 1-0, mais malheureusement elle s'incline à domicile au stade Mustapha-Tchaker à Blida dans un scénario dramatique de 2-1 après les prolongations, les 90 minutes se termine à la faveurs des Camerounais de 1-0, le camp Algérien pense que l'arbitre gambien Bakary Gassama a faussé le résultat final du match par ses décisions, dont le sélectionneur de l'équipe d'Algérie Djamel Belmadi l'a prononcé clairement lors de son intervention sur un plateau de RMC.
Après cet échec les journalistes accusent Djamel Belmadi « d’avoir gardé le même groupe pendant pratiquement quatre ans, mais il a à chaque fois rétorqué que les joueurs qui remplissaient tous les critères pour être sélectionnés n’étaient pas nombreux ».
Alors le sélectionneur apporte du sang neuf avec l'arrivée de 6 nouveaux joueurs. L'Algérie se trouve dans le Groupe F des éliminatoires de la Coupe d'Afrique des nations de football 2023 avec l'Ouganda, le Niger et la Tanzanie. Les Verts démarrent très bien les qualifications en gagnant 2-0 face à l'Ouganda puis continue sur sa lancée contre le Niger en double confrontation, victoire 2-1 à l'aller et 1-0 au retour.
Durant ses qualifications, l'Algérie gagne ses 2 matchs et se qualifie facilement, le 27 mars 2023, à la CAN 2024 avec 12 points.
Le 23 janvier 2024, l'Algérie est éliminée du premier tour de la CAN 2023 disputée en Côte d'Ivoire, après avoir subi une défaite d'un but à zéro face à la Mauritanie. Pour la première fois de son histoire, l'Algérie enchaîne deux éliminiations au premier tour d'une Coupe d'Afrique. Belmadi annonce alors sa démission à ses joueurs dans les vestiaires en les saluant un par un.
Le 24 janvier, au lendemain de cette élimination, le président de la Fédération algérienne annonce le limogeage de Djamel Belmadi de son poste de sélectionneur de l'équipe d'Algérie et la rupture à l'amiable de son contrat,.
| Période   | J  | G  | N  | P | BP  | BC | Palmarès |
| --------- | -- | -- | -- | - | --- | -- | -------- |
| 2018-2024 | 64 | 41 | 17 | 6 | 130 | 44 | CAN 2019 |

### Depuis 2024: Petković sélectionneur
Le 29 février 2024, Vladimir Petković est nommé sélectionneur de l'équipe d'Algérie de football.

## Résultats de l'équipe d'Algérie

### Palmarès
| Compétitions continental | Compétitions intercontinentales                                                                              |
| --- | --- |
| - Coupe d'Afrique des nations (2) - Vainqueur en 1990 et 2019 - Finaliste en 1980 | - Coupe afro-asiatique des nations (1) - Vainqueur en 1991 - Coupe arabe des nations (1) - Vainqueur en 2021 |
| Autres prix | |
| Équipe nationale africaine de l'année (7) (record) : 1980, 1981, 1982, 1991, 2009, 2014, 2019 Équipes africaines de l'année France Football (10) (record) : 1980, 1981, 1982, 1989, 1990, 1991, 2009, 2014, 2019 et 2020 | |

| - Meilleur joueur de la Coupe d'Afrique des nations (2) : - Rabah Madjer (1990) - Ismaël Bennacer (2019) - Meilleur joueur de la Coupe arabe de la FIFA 2021 : - Yacine Brahimi | - Meilleur buteur de la Coupe d'Afrique des nations (2) : - Lakhdar Belloumi avec 2 buts (1988) - Djamel Menad avec 4 buts (1990) |
| Équipe type | |
| - Équipe type de la Coupe d'Afrique des nations : - Mustapha Kouici, Lakhdar Belloumi, Ali Fergani et Salah Assad (1980) - Chaâbane Merzekane, Salah Assad et Rabah Madjer (1982) - Lakhdar Belloumi et Djamel Menad (1984) - Antar Osmani, Ali Benhalima, Djamel Amani, Rabah Madjer, Tahar Chérif El-Ouazzani et Djamel Menad (1990) - Billel Dziri (2000) - Rafik Saïfi (2002) - Karim Ziani (2004) - Madjid Bougherra, Karim Ziani (2010) - Raïs M'Bolhi, Adlène Guedioura, Ismaël Bennacer et Riyad Mahrez (2019) | - Coupe arabe de la FIFA 2021 : - Raïs M'Bolhi, Djamel Benlamri, Yacine Brahimi, Youcef Belaïli                                   |
| | |

### Parcours dans les compétitions internationales

#### Coupe du monde
La sélection algérienne dispute le 17 novembre 1968 face à la Tunisie sa première rencontre de qualification à une Coupe du monde. Engagée à douze reprises dans les éliminatoires de la compétition, elle devient en 1982 la cinquième nation de l'Afrique, après l'Égypte, Maroc, Zaïre et Tunisie en 1978, à se qualifier pour une phase finale de Coupe du monde.
| 1930 | Non inscrit | 1970 | Tour préliminaire | 2002 | Tour préliminaire      |
| 1934 | Non inscrit | 1974 | Tour préliminaire | 2006 | Tour préliminaire      |
| 1938 | Non inscrit | 1978 | Tour préliminaire | 2010 | 1er tour               |
| 1950 | Non inscrit | 1982 | 1er tour          | 2014 | Huitième de finale     |
| 1954 | Non inscrit | 1986 | 1er tour          | 2018 | Tour préliminaire      |
| 1958 | Non inscrit | 1990 | Tour préliminaire | 2022 | Tour préliminaire      |
| 1962 | Non inscrit | 1994 | Tour préliminaire | 2026 | Éliminatoires en cours |
| 1966 | Boycottée   | 1998 | Tour préliminaire | 2030 | À venir                |

#### Coupe d'Afrique des nations
| 1957 | Non inscrit       | 1982 | Demi-finale (4e) | 2006 | Tour préliminaire |
| 1959 | Non inscrit       | 1984 | Demi-finale (3e) | 2008 | Tour préliminaire |
| 1962 | Non inscrit       | 1986 | 1er tour         | 2010 | Demi-finale (4e)  |
| 1963 | Non inscrit       | 1988 | Demi-finale (3e) | 2012 | Tour préliminaire |
| 1965 | Non inscrit       | 1990 | Vainqueur        | 2013 | 1er tour          |
| 1968 | 1er tour          | 1992 | 1er tour         | 2015 | Quart de finale   |
| 1970 | Tour préliminaire | 1994 | Disqualifiée     | 2017 | 1er tour          |
| 1972 | Tour préliminaire | 1996 | Quart de finale  | 2019 | Vainqueur         |
| 1974 | Tour préliminaire | 1998 | 1er tour         | 2021 | 1er tour          |
| 1976 | Tour préliminaire | 2000 | Quart de finale  | 2023 | 1er tour          |
| 1978 | Tour préliminaire | 2002 | 1er tour         | 2025 | Qualifié          |
| 1980 | Finaliste         | 2004 | Quart de finale  | 2027 | À venir           |

#### Jeux olympiques
| Année | J             | V             | N             | D             | BP            | BC            | Parcours en phase finale | Parcours en phase finale |
| ----- | ------------- | ------------- | ------------- | ------------- | ------------- | ------------- | ------------------------ | ------------------------ |
| 1964  | Non inscrite  | Non inscrite  | Non inscrite  | Non inscrite  | Non inscrite  | Non inscrite  | Non inscrite             | Non inscrite             |
| 1968  | Non qualifiée | Non qualifiée | Non qualifiée | Non qualifiée | Non qualifiée | Non qualifiée | Non qualifiée            | Non qualifiée            |
| 1972  | Non qualifiée | Non qualifiée | Non qualifiée | Non qualifiée | Non qualifiée | Non qualifiée | Non qualifiée            | Non qualifiée            |
| 1976  | Non qualifiée | Non qualifiée | Non qualifiée | Non qualifiée | Non qualifiée | Non qualifiée | Non qualifiée            | Non qualifiée            |
| 1980  | 4             | 1             | 1             | 2             | 4             | 5             | Quart de finale          | 8e                       |
| 1984  | Non qualifiée | Non qualifiée | Non qualifiée | Non qualifiée | Non qualifiée | Non qualifiée | Non qualifiée            | Non qualifiée            |
| 1988  | Non qualifiée | Non qualifiée | Non qualifiée | Non qualifiée | Non qualifiée | Non qualifiée | Non qualifiée            | Non qualifiée            |
| 1992  | Non qualifiée | Non qualifiée | Non qualifiée | Non qualifiée | Non qualifiée | Non qualifiée | Non qualifiée            | Non qualifiée            |
| 1996  | Non qualifiée | Non qualifiée | Non qualifiée | Non qualifiée | Non qualifiée | Non qualifiée | Non qualifiée            | Non qualifiée            |
| 2000  | Non qualifiée | Non qualifiée | Non qualifiée | Non qualifiée | Non qualifiée | Non qualifiée | Non qualifiée            | Non qualifiée            |
| 2004  | Non qualifiée | Non qualifiée | Non qualifiée | Non qualifiée | Non qualifiée | Non qualifiée | Non qualifiée            | Non qualifiée            |
| 2008  | Non qualifiée | Non qualifiée | Non qualifiée | Non qualifiée | Non qualifiée | Non qualifiée | Non qualifiée            | Non qualifiée            |
| 2012  | Non qualifiée | Non qualifiée | Non qualifiée | Non qualifiée | Non qualifiée | Non qualifiée | Non qualifiée            | Non qualifiée            |
| 2016  | 3             | 0             | 1             | 2             | 4             | 6             | 1er Tour                 | 14e                      |
| 2020  | Non qualifiée | Non qualifiée | Non qualifiée | Non qualifiée | Non qualifiée | Non qualifiée | Non qualifiée            | Non qualifiée            |
| 2024  | Non qualifiée | Non qualifiée | Non qualifiée | Non qualifiée | Non qualifiée | Non qualifiée | Non qualifiée            | Non qualifiée            |
| Total | 7             | 1             | 2             | 4             | 8             | 11            | Quarts de finale         | 2/26                     |

- Note: Avant la campagne de Barcelone en 1992 , le football aux Jeux olympiques d'été était ouvert aux équipes nationales seniors seulement[note 1]

### Statistiques
L'équipe d'Algérie connaît sa plus large victoire à domicile lors d'un match qui se termine sur le score de 15-1 contre l'équipe du Yémen du Sud de football le 17 août 1973 lors d'un match amical, à l'extérieur, sa meilleure performance est une victoire 0-6, le 28 septembre 1974, à Damas Syrie, en match amical contre l'équipe de Jordanie de football.
L'équipe d'Algérie connaît sa plus large défaite à l'extérieur lors d'un match qui se termine sur le score de 5-0, le 21 avril 1976, à Cottbus (RDA), contre l'équipe d'Allemagne de l'Est de football, à domicile sa pire défaite a lieu le 4 septembre 2005 lors d'un match qui se termine sur le score de 2-5 contre l'Équipe du Nigeria de football.
- Nombre de participations en phase finale d'une Coupe du monde : 4 sur 22.
- Nombre de participations en phase finale d'un Coupe d'Afrique : 20 sur 34

### Classement FIFA
La sélection algérienne a longtemps fait partie des meilleures nations africains, notamment grâce à ses bons résultats en Coupe d'Afrique (troisième en 1988 et titre en 1990) mais aussi à la suite de son bon parcours lors de la Coupe du monde 2010. Elle atteint ainsi la 19e place mondiale en juillet 2012. Elle est, par ailleurs, considérée comme la meilleure sélection africaine à la faveur du classement FIFA du mois de mai 2016.
| Année                 | 1993 | 1994 | 1995 | 1996 | 1997 | 1998 | 1999 | 2000 | 2001 | 2002 | 2003 | 2004 | 2005 | 2006 | 2007 | 2008 |
| --------------------- | ---- | ---- | ---- | ---- | ---- | ---- | ---- | ---- | ---- | ---- | ---- | ---- | ---- | ---- | ---- | ---- |
| Classement mondial    | 35   | 57   | 48   | 49   | 59   | 71   | 86   | 82   | 75   | 68   | 62   | 73   | 80   | 80   | 79   | 64   |
| Classement en Afrique | 8    | 13   | 11   | 8    | 10   | 15   | 18   | 16   | 15   | 13   | 11   | 14   | 17   | 19   | 18   | 13   |

| Année                 | 2009 | 2010 | 2011 | 2012 | 2013 | 2014 | 2015 | 2016 | 2017 | 2018 | 2019 | 2020 | 2021 | 2022 | 2023 | 2024 |
| --------------------- | ---- | ---- | ---- | ---- | ---- | ---- | ---- | ---- | ---- | ---- | ---- | ---- | ---- | ---- | ---- | ---- |
| Classement mondial    | 26   | 35   | 30   | 19   | 26   | 18   | 28   | 38   | 58   | 67   | 35   | 31   | 29   | 40   | 30   | 37   |
| Classement en Afrique | 5    | 5    | 3    | 2    | 3    | 1    | 2    | 5    | 10   | 13   | 4    | 3    | 3    | 7    | 4    | 4    |

| Légende du classement mondial : Légende du classement africains : | - 1er - 1er | - de 2 à 30 - de 2 à 5 | - de 31 à 50 - de 6 à 10 | - de 51 à 209 - de 11 à 56 |

Elle s'est hissée dans le top 30 en 2009, 2011, 2012, 2013, 2014 et 2015. A contrario, la période 1997-2008 a été la plus mauvaise puisque les Fennecs ont été classés au-delà de la 86e place mondiale. L'évolution est sensiblement la même au classement continental. Le meilleur classement africain est une 1re place, en juin 2014. Si le bilan en 2006 est aussi le plus bas, avec un 19e rang sur le continent africain, l'Algérie est classée dans le top 5 africain depuis 2009.

## Personnalités de l'équipe d'Algérie
|                                                                           |  |  |
| Aïssa Mandi, le joueur le plus capé et Islam Slimani, le meilleur buteur. |  |  |

### Records individuels
Aïssa Mandi est devenu le 17 novembre 2024 après le match contre le Liberia le joueur le plus capé de l'équipe nationale avec 103 matchs.
Le 23 septembre 2022, lors d'un match amical contre la Guinée, Islam Slimani atteint 42 buts en 91 sélections, ce qui en fait le meilleur buteur de l'histoire de la sélection, et en mars 2023, Riyad Mahrez devient le meilleur passeur décisif dans un match avec 28 passes en 78 sélections.

### Les plus sélectionnés
| Rang | Joueur              | Sélections | Première sélection           | Dernière sélection          | Durée            | V  | N  | D  | Palmarès                       |
| ---- | ------------------- | ---------- | ---------------------------- | --------------------------- | ---------------- | -- | -- | -- | ------------------------------ |
| 1    | Aïssa Mandi         | 106        | 5 mars 2014 (à 22 ans)       | -                           | en cours         | 63 | 23 | 20 | CAN 2019                       |
| 2    | Riyad Mahrez        | 103        | 31 mai 2014 (à 23 ans)       | -                           | en cours         | 61 | 23 | 19 | CAN 2019                       |
| 3    | Islam Slimani       | 102        | 26 mai 2012 (à 23 ans)       | -                           | en cours         | 55 | 24 | 23 | CAN 2019                       |
| 4    | Lakhdar Belloumi    | 100        | 22 octobre 1978 (à 19 ans)   | 17 novembre 1989 (à 30 ans) | 11 ans et 1 mois | 43 | 25 | 32 | CAN 1980 - CAN 1984 - CAN 1988 |
| 5    | Raïs M'Bolhi        | 96         | 28 mai 2010 (à 24 ans)       | -                           | en cours         | 51 | 23 | 22 | CAN 2019                       |
| 6    | Rabah Madjer        | 86         | 13 juillet 1978 (à 20 ans)   | 17 janvier 1992 (à 33 ans)  | 13 ans et 6 mois | 43 | 19 | 24 | CAN 1990 - CAN 1980 - CAN 1984 |
| 7    | Sofiane Feghouli    | 83         | 29 février 2012 (à 22 ans)   | -                           | en cours         | 52 | 16 | 15 | CAN 2019                       |
| 8    | Billel Dziri        | 81         | 27 septembre 1991 (à 19 ans) | 19 juin 2005 (à 33 ans)     | 13 ans et 9 mois | 24 | 26 | 31 | -                              |
| 9    | Abdelhafid Tasfaout | 80         | 11 décembre 1990 (à 21 ans)  | 28 janvier 2002 (à 32 ans)  | 11 ans et 1 mois | 26 | 29 | 25 | -                              |
| 10   | Djamel Menad        | 79         | 31 mai 1980 (à 19 ans)       | 30 juillet 1995 (à 35 ans)  | 15 ans et 2 mois | 37 | 23 | 19 | CAN 1990 - CAN 1984 - CAN 1988 |

### Les plus décisifs
| Rang | Joueur              | Carrière  | Buts |
| ---- | ------------------- | --------- | ---- |
| 1    | Islam Slimani       | 2012-     | 46   |
| 2    | Abdelhafid Tasfaout | 1990-2002 | 36   |
| 3    | Baghdad Bounedjah   | 2014-     | 32   |
| 3    | Riyad Mahrez        | 2014-     | 32   |
| 5    | Lakhdar Belloumi    | 1978-1989 | 28   |
| 5    | Rabah Madjer        | 1978-1992 | 28   |
| 7    | Djamel Menad        | 1980-1995 | 25   |
| 8    | Hillal Soudani      | 2011-2021 | 24   |
| 9    | Sofiane Feghouli    | 2012-     | 20   |
| 10   | Tedj Bensaoula      | 1979-1986 | 19   |

| Rang | Joueur            | Carrière  | Passes |
| ---- | ----------------- | --------- | ------ |
| 1    | Riyad Mahrez      | 2014-     | 35     |
| 2    | Youcef Belaïli    | 2015-     | 21     |
| 3    | Islam Slimani     | 2012-     | 20     |
| 4    | Sofiane Feghouli  | 2012-     | 12     |
| 5    | Karim Ziani       | 2003-2011 | 11     |
| 6    | Yacine Brahimi    | 2013-     | 10     |
| 6    | Baghdad Bounedjah | 2014-     | 10     |
| 8    | Saphir Taïder     | 2013-2019 | 9      |
| 9    | Ismaël Bennacer   | 2016-     | 8      |
| 10   | Faouzi Ghoulam    | 2013-2017 | 7      |

### Provenance des joueurs
L'Algérie bénéficie d'une diaspora de plus de deux millions de personnes en Europe, ce qui lui permet de compter sur des binationaux pour renforcer son équipe. Cependant, dans la majorité des cas, les binationaux sont confrontés à un choix : jouer pour leur pays natal (très souvent en Europe) ou leur pays d'origine, l'Algérie,.
Le tournant et l’amplification de cet enjeu des joueurs binationaux intervient cependant au début des années 2000, certains comme Farès Chaïbi ou Riyad Mahrez ont choisi leur pays d'origine alors que d'autres comme Karim Benzema, et Samir Nasri, ont choisi leur pays de naissance, la France.
Pendant presque tout le XXe siècle, la plupart des internationaux jouent dans le Championnat d'Algérie. Cependant, l'équipe nationale compte dès ses débuts des joueurs évoluant à l'étranger. Plusieurs internationaux algérien jouent en première division algérienne dans les années 1960 et 1970, par exemple Hacène Lalmas et Mokhtar Khalem au CR Belcourt. D'autres jouent en France, comme Sadek Boukhalfa au FC Nantes ou Mustapha Zitouni à l'AS Monaco. Sept joueurs de l'équipe d'Algérie de football à la Coupe du monde 1982 viennent d'un club étranger : Abdelmajid Bourebbou (Stade lavallois), Mustapha Dahleb (Paris SG), Djamel Tlemçani (Stade de Reims), Djamel Zidane (KV Courtrai), Karim Maroc (Tours FC), Faouzi Mansouri (Montpellier HSC) et Noureddine Kourichi (Girondins de Bordeaux).
Tous les joueurs sélectionnés pour les Coupes du monde de 1986, 2010 et 2014 jouent dans d'autres championnats européens. Quatorze joueurs sélectionnés pour la Coupe du monde de 2014 jouent en Espagne, Italie, Angleterre et Portugal.
Au XXIe siècle, beaucoup de joueurs sélectionnés sont issus de l’immigration algérienne en France. Ainsi, sur les 23 joueurs qui remportent la Coupe d'Afrique des nations 2019, 14 (soit 60%) y compris Djamel Belmadi sont des franco-algériens nés en France ont tous la nationalité française, en outre, ils sont tous nés et ont grandi en France métropolitaine mais optent l'Algérie en Nationalité sportive.

En mars 2023, lors des matchs de qualifications pour la CAN 2024, cinq des six joueurs ont intégré l'équipe nationale. Il s'agit de : Jaouen Hadjam (FC Nantes), Fares Chaibi (Toulouse FC), Rayan Aït-Nouri (Wolverhampton FC), Badredine Bouanani (OGC Nice) et Kévin Guitoun (RC Lens). Le sélectionneur a déclarer lors d’une conférence de presse animée au Centre technique national de Sidi Moussa (CTN) à Alger, concernant la convocation, pour la première fois, de plusieurs joueurs dont la plupart évoluent à l’étranger : 

« Il est tellement difficile de trouver un équilibre dans les automatismes d’une équipe nationale. Les portes de la sélection ont été toujours ouvertes, à condition que ces joueurs adhèrent à notre philosophie. Il y a des joueurs qui arrivent et d’autres qui partent. C’est une démarche très connue pour tous les sélectionneurs. »

| Pays-Bas | Pays-Bas | Pays-Bas |
| --- | --- | --- |
| - Ramiz Zerrouki - Karim Bridji | | |
| France | | |
| - Mehdi Abeid - Rayan Aït-Nouri - Houssem Aouar - Haris Belkebla - Ismaël Bennacer - Nabil Bentaleb - Badredine Bouanani - Billal Brahimi - Yacine Brahimi - Farès Chaïbi - Andy Delort | - Mohamed Farès - Sofiane Feghouli - Rachid Ghezzal - Faouzi Ghoulam - Amine Gouiri - Adlène Guedioura - Kévin Guitoun - Jaouen Hadjam - Yanis Hamache - Sofiane Hanni - Yasser Larouci | - Riyad Mahrez - Aïssa Mandi - Anthony Mandrea - Raïs M'Bolhi - Billel Omrani - Alexandre Oukidja - Adam Ounas - Mehdi Tahrat - Ahmed Touba - Akim Zedadka - Mehdi Zeffane |

| France Canada Espagne | France Canada Espagne                 |
| --- | ------------------------------------- |
| - Zinédine Zidane - Karim Benzema - Samir Nasri - Kylian Mbappé - Nabil Fekir - Camel Meriem - Omar Sahnoun - Farès Bousdira | - Haidar Al-Shaïbani - Yuri Berchiche |

### Sélectionneurs
Plusieurs sélectionneurs, algériens ou étranger se sont succéder au fil des années. On peut citer : 
- Hamid Zouba qui a assumé à 8 reprises la responsabilité de la sélection (seul ou accompagné), il est suivi par Abdelhamid Kermali (5 fois). D'autres y ont goûté 4 fois : Smaïl Khabatou (1963-1964, 1965-1966 , 1983-1984 et 1984), Rabah Saadane (1984-1986, 1999, 2003-2004 et 2007-2010), Rabah Madjer (1993-1995, 1999, 2001-2002 et 2017-2018) et  Mahieddine Khalef (3 fois).
- Au mois de mars 2023, Djamal Belmadi détient le record de durée d'une seule traite, ça fait 4 ans et 7 mois (55 mois), suivi par Rachid Mekhloufi (46 mois), Vahid Halilhodžić (36 mois), Rabah Saadane (33 mois) puis Lucien Leduc (25 mois) et enfin Christian Gourcuff (20 mois)[127].
- Après la défaite de l'Algérie à la Coupe d'Afrique des nations 2023, Djamel Belmadi est limogé par la Fédération algérienne de football[128]. Après plus d'un mois de doutes, un nouveau sélectionneur est annoncé pour l'équipe d'Algérie : Vladimir Petković[129].

| #  | Nom                               | Période   | #  | Nom                              | Période   | #  | Nom                                                | Période   |
| -- | --------------------------------- | --------- | -- | -------------------------------- | --------- | -- | -------------------------------------------------- | --------- |
| 1  | Kader Firoud                      | 1963      | 16 | Hamid Zouba                      | 1982–1983 | —  | Hamid Zouba Abdelhamid Kermali Azzedine Aït Djoudi | 2001      |
| 2  | Smaïl Khabatou                    | 1963–1964 | —  | Hamid Zouba Smaïl Khabatou       | 1984      | 31 | Rabah Madjer                                       | 2001–2002 |
| 3  | Abderrahman Ibrir                 | 1964–1965 | 17 | Mahieddine Khalef                | 1984      | 32 | Hamid Zouba                                        | 2002–2003 |
| 4  | Smaïl Khabatou                    | 1965–1966 | 18 | Rabah Saadane                    | 1984–1986 | 33 | Georges Leekens                                    | 2003      |
| 5  | Lucien Leduc                      | 1966–1969 | 19 | Ievgueni Rogov                   | 1986–1988 | 34 | Rabah Saadane                                      | 2003–2004 |
| 6  | Saïd Amara                        | 1969      | 20 | Kamel Lemoui                     | 1988–1989 | 35 | Robert Waseige                                     | 2004      |
| —  | Hamid Zouba Abdelaziz Ben Tifour  | 1969–1970 | 21 | Abdelhamid Kermali               | 1989–1992 | —  | Ali Fergani Lakhdar Belloumi                       | 2004–2005 |
| 7  | Hamid Zouba                       | 1970–1971 | 22 | Meziane Ighil                    | 1992–1994 | 36 | Meziane Ighil                                      | 2005–2006 |
| 8  | Rachid Mekloufi                   | 1971–1972 | 23 | Rabah Madjer                     | 1994–1995 | 37 | Jean-Michel Cavalli                                | 2006–2007 |
| —  | Mohamed El Kenz Abdelhamid Sellal | 1972–1973 | —  | Ali Fergani Mourad Abdelouahab   | 1995–1996 | 38 | Rabah Saadane                                      | 2007–2010 |
| 9  | Saïd Amara                        | 1973      | 24 | Hamid Zouba                      | 1996–1997 | 39 | Abdelhak Benchikha                                 | 2010–2011 |
| 10 | Dumitru Macri                     | 1974–1975 | 25 | Abderrahmane Mehdaoui            | 1997–1998 | 40 | Vahid Halilhodžić                                  | 2011–2014 |
| 11 | Rachid Mekloufi                   | 1975–1979 | 26 | Marcel Pigulea                   | 1998      | 41 | Christian Gourcuff                                 | 2014–2016 |
| 12 | Mahieddine Khalef                 | 1979      | 27 | Meziane Ighil                    | 1998–1999 | —  | Nabil Neghiz(intérim)                              | 2016      |
| —  | Zdravko Rajkov Mahieddine Khalef  | 1979–1980 | 28 | Rabah Saadane                    | 1999      | 42 | Milovan Rajevac                                    | 2016      |
| 13 | Zdravko Rajkov                    | 1980–1981 | 29 | Boualem Charef                   | 1999      | 43 | Georges Leekens                                    | 2016–2017 |
| —  | Ievgueni Rogov Mohamed Maouche    | 1981–1982 | —  | Rabah Madjer Tedj Bensaoula      | 1999      | 44 | Lucas Alcaraz                                      | 2017      |
| —  | Mahieddine Khalef Rachid Mekloufi | 1982      | 30 | Nasser Sandjak                   | 1999–2000 | 45 | Rabah Madjer                                       | 2017–2018 |
| 14 | Mahieddine Khalef                 | 1982      | —  | Mircea Rădulescu Abdel Djaadaoui | 2000–2001 | 46 | Djamel Belmadi                                     | 2018–2024 |
| 15 | Rachid Mekloufi                   | 1982      | —  | Hamid Zouba Abdelhamid Kermali   | 2001      | 47 | Vladimir Petković                                  | 2024–     |

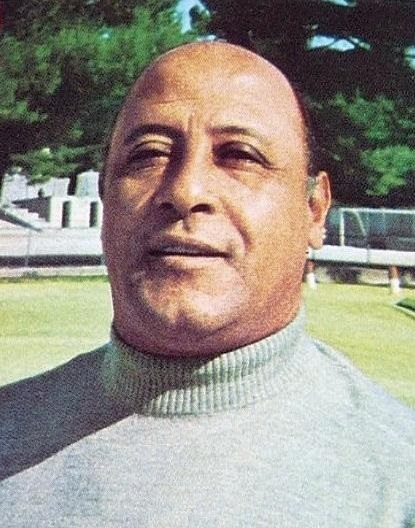
Kader Firoud, ancien joueur du FLN et premier entraineur
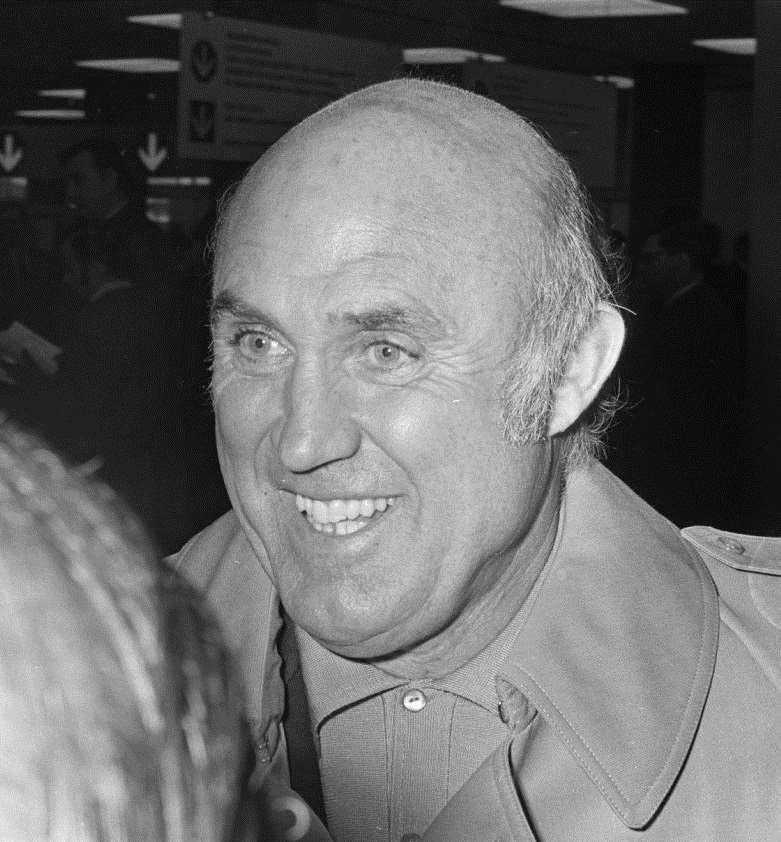
Lucien Leduc, premier sélectionneur étranger en équipe d'Algérie (1966-1969)
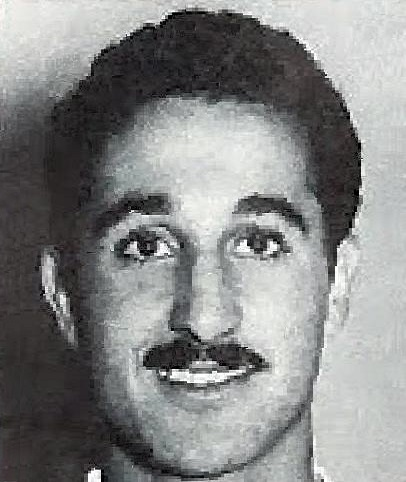
Rachid Mekhloufi ancien joueur du FLN et sélectionneur de 1971 à 1972
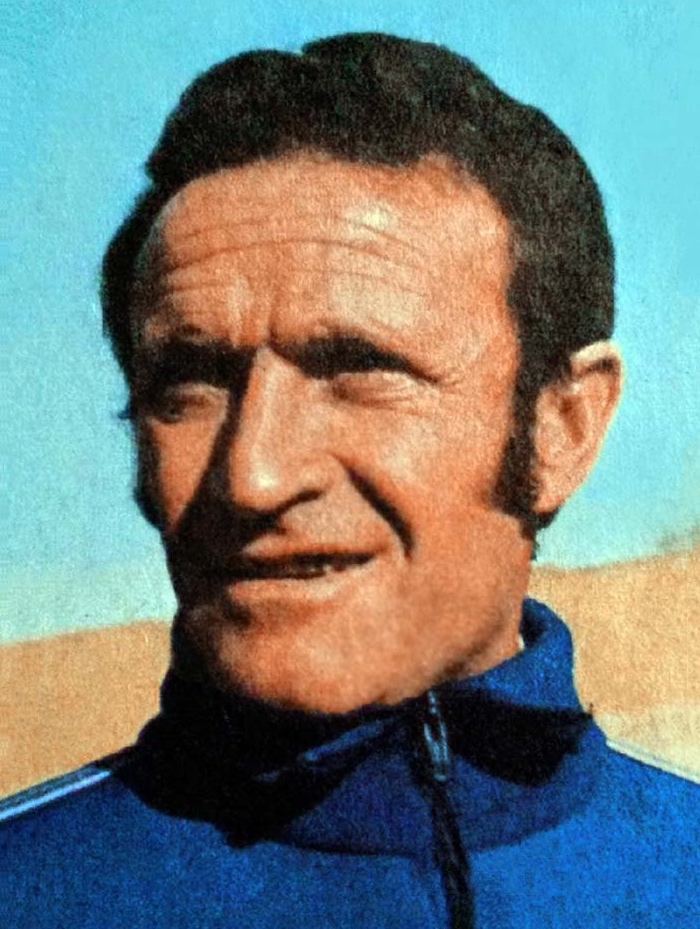
Zdravko Rajkov, troisième sélectionneur étranger de 1979 à 1981
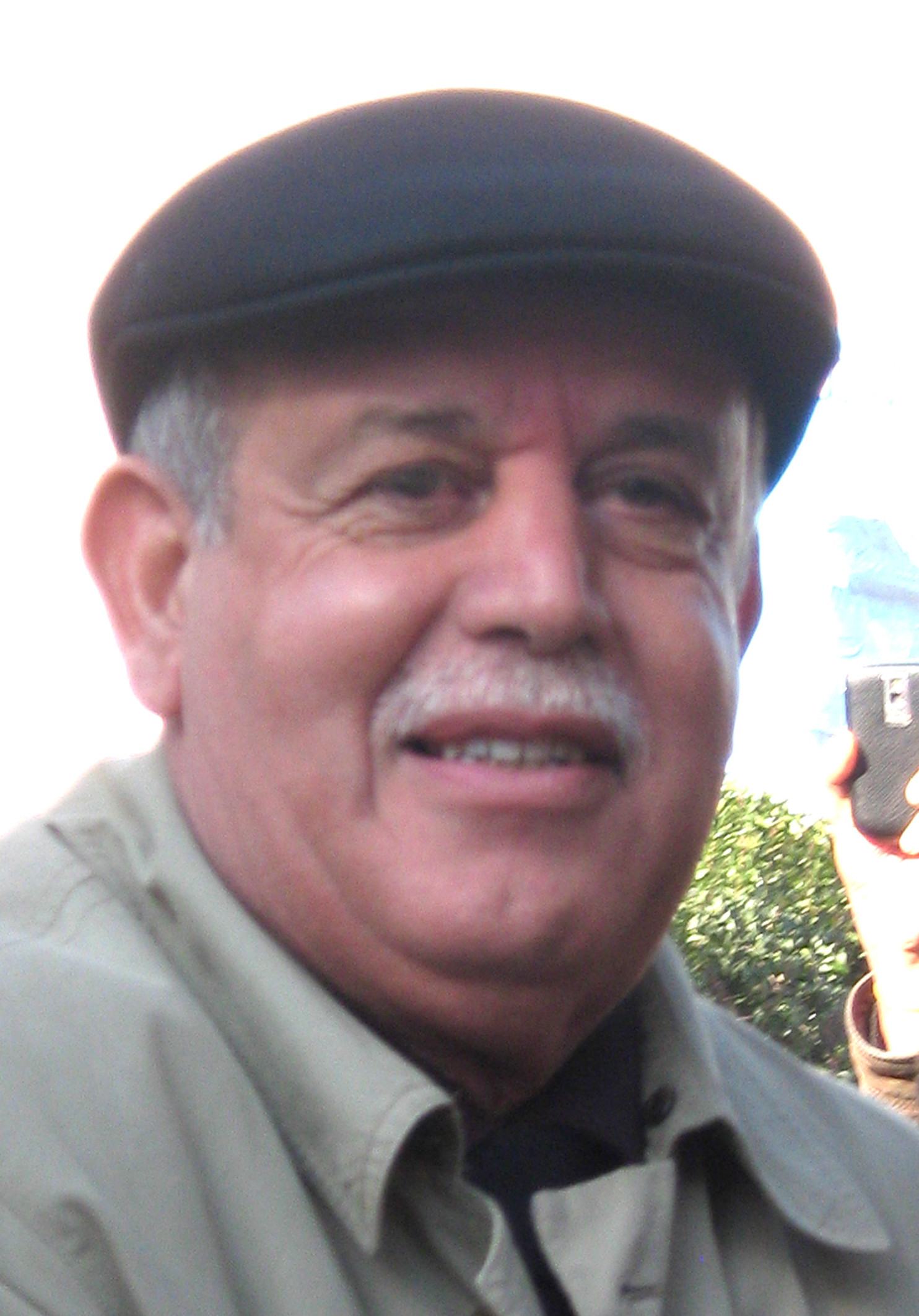
Rabah Saadane, premier sélectionneur à avoir qualifié l'équipe nationale en Coupe du monde 1986
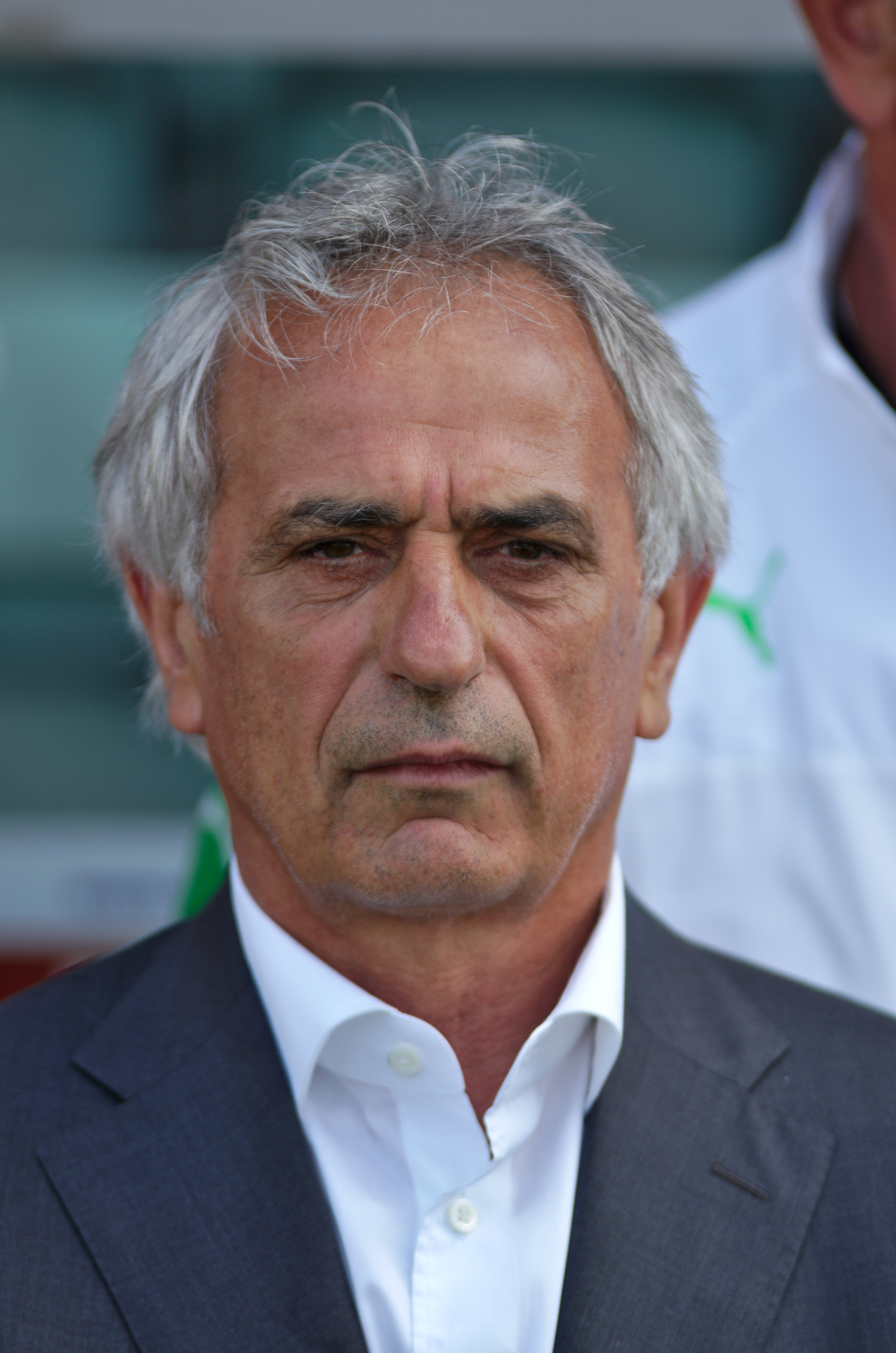
Vahid Halilodzic, second sélectionneur à qualifier l'équipe en Coupe du monde 2014 et le premier a atteindre les huitièmes de finale
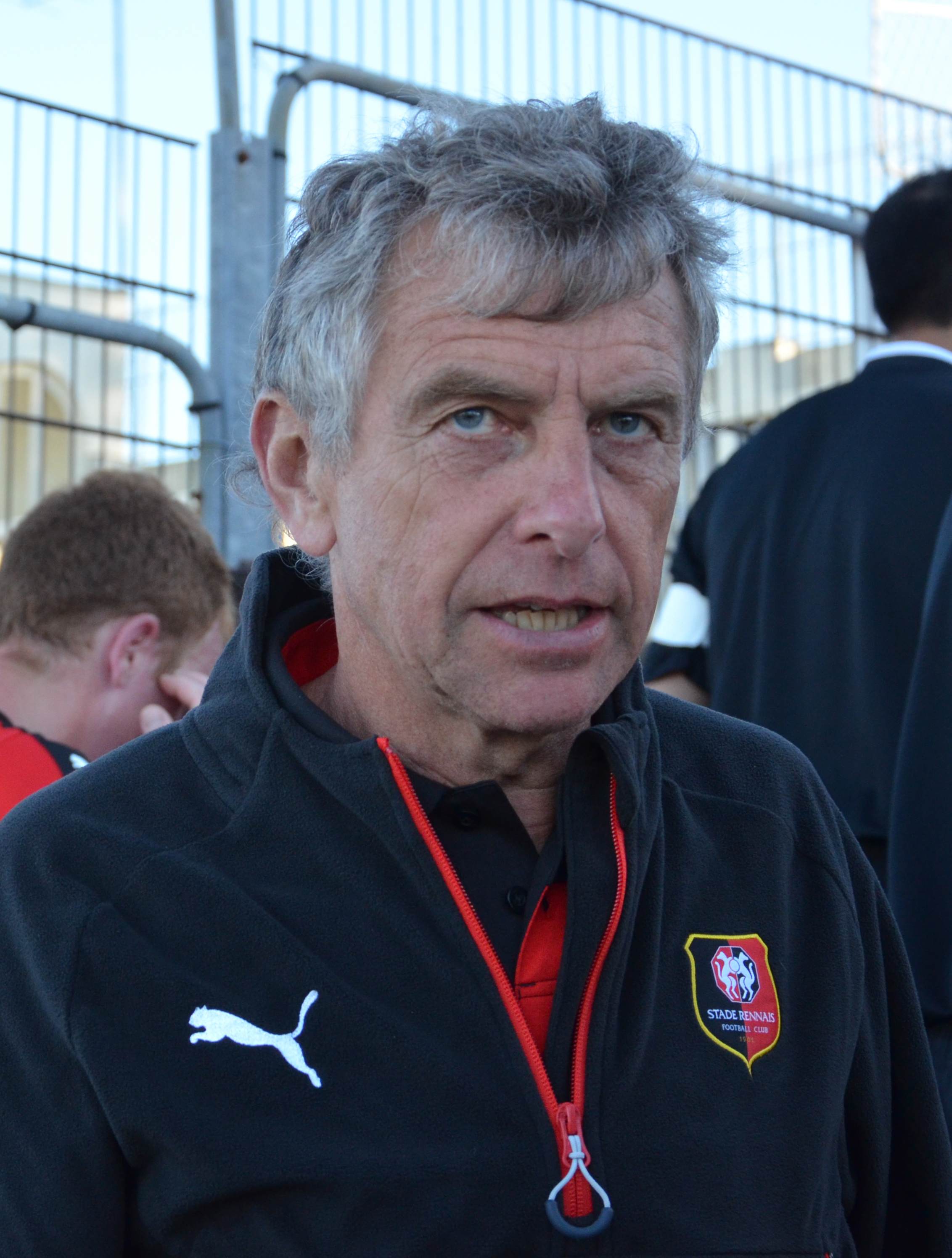
Christian Gourcuff, troisième sélectionneur français après Lucien Leduc et Jean-Michel Cavalli de 2014 à 2016
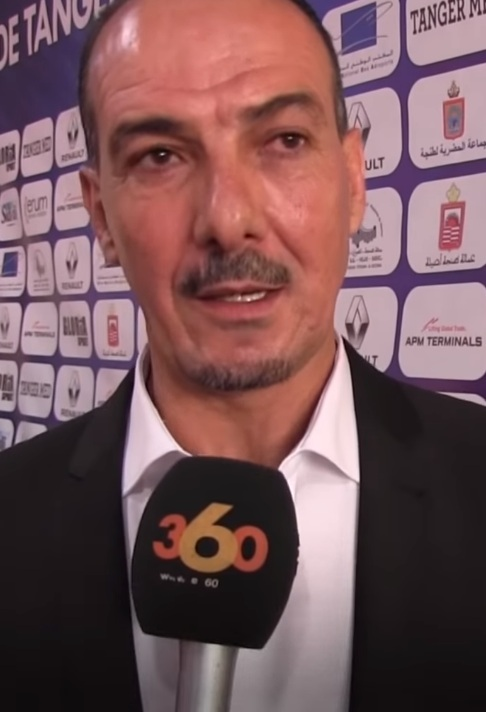
Nabil Neghiz, sélectionneur par intérim (2016)
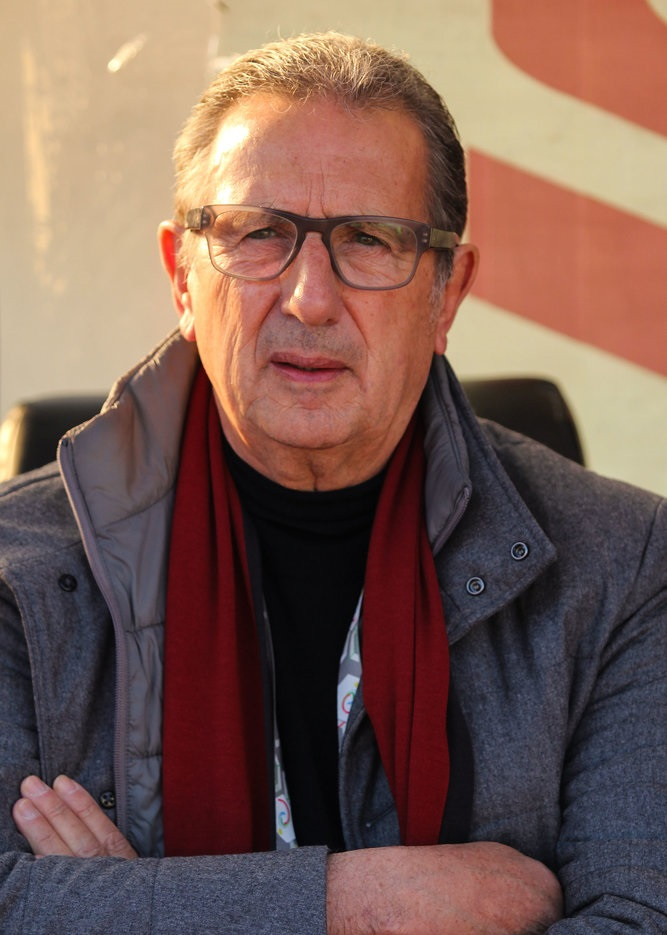
Georges Leekens, second sélectionneur belge de 2016 à 2017
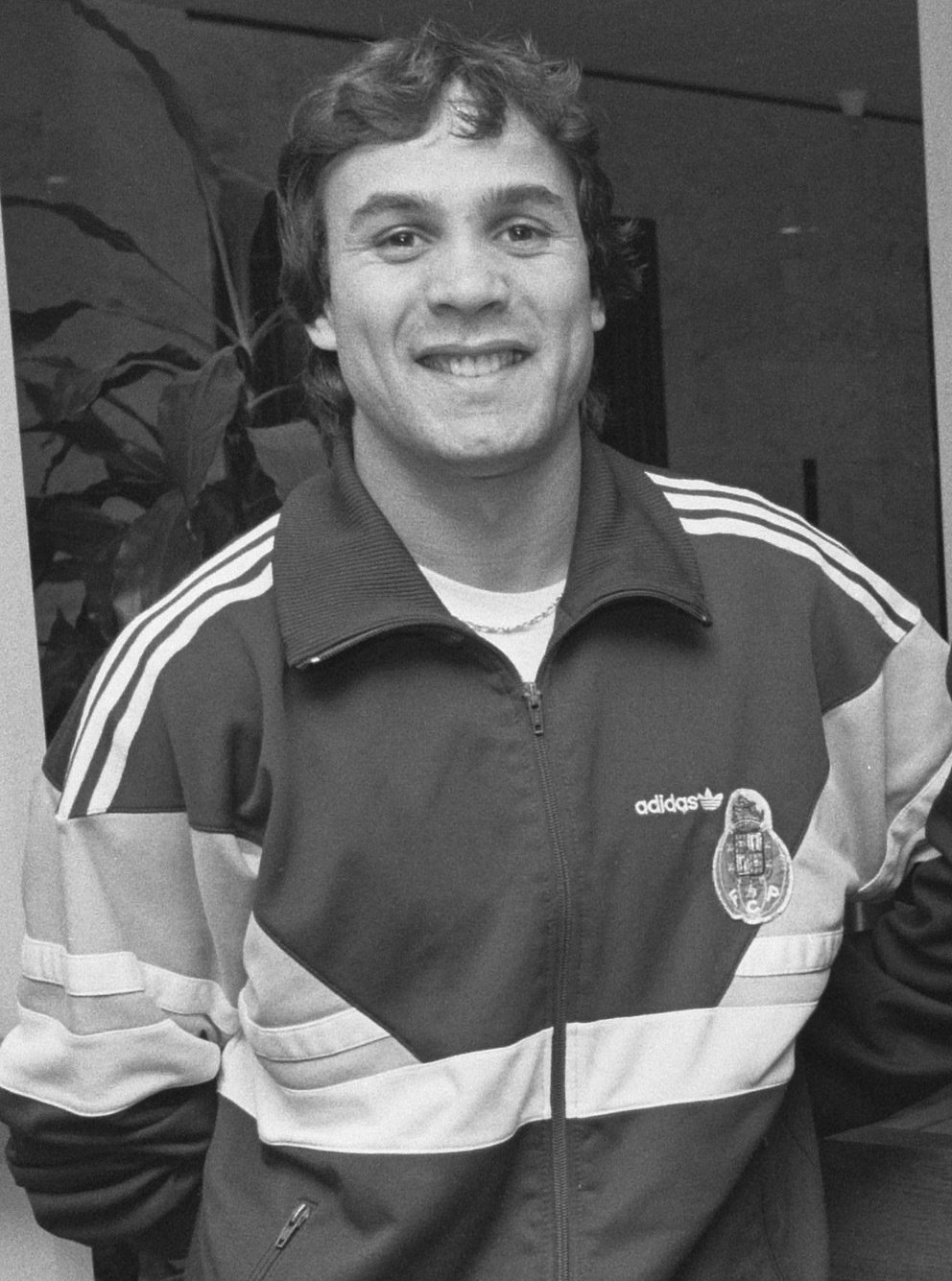
Rabah Madjer, quatrième fois sélectionneur de 2017 à 2018
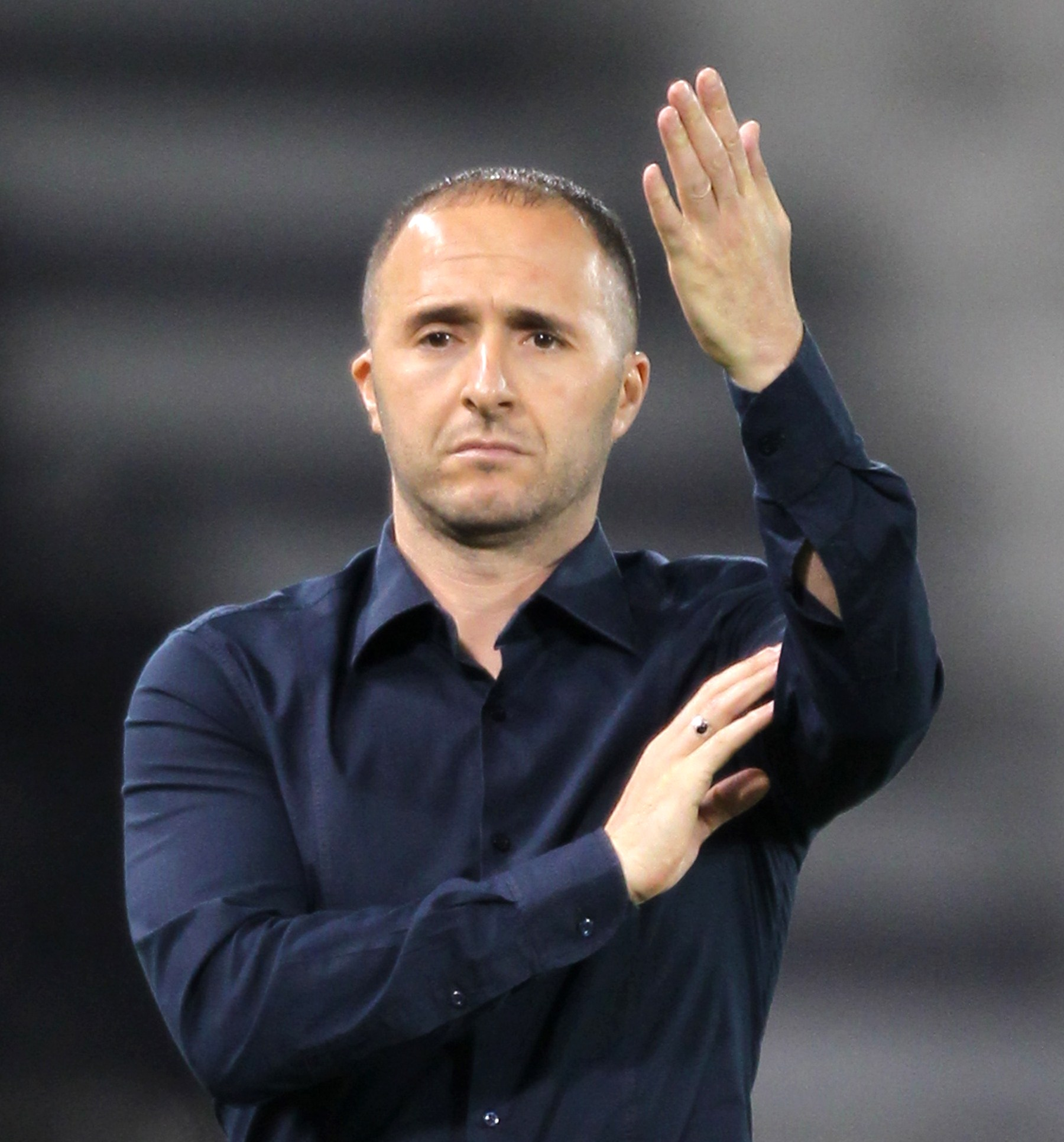
Djamel Belmadi, en poste de 2018 à 2024. Champion d'Afrique en 2019
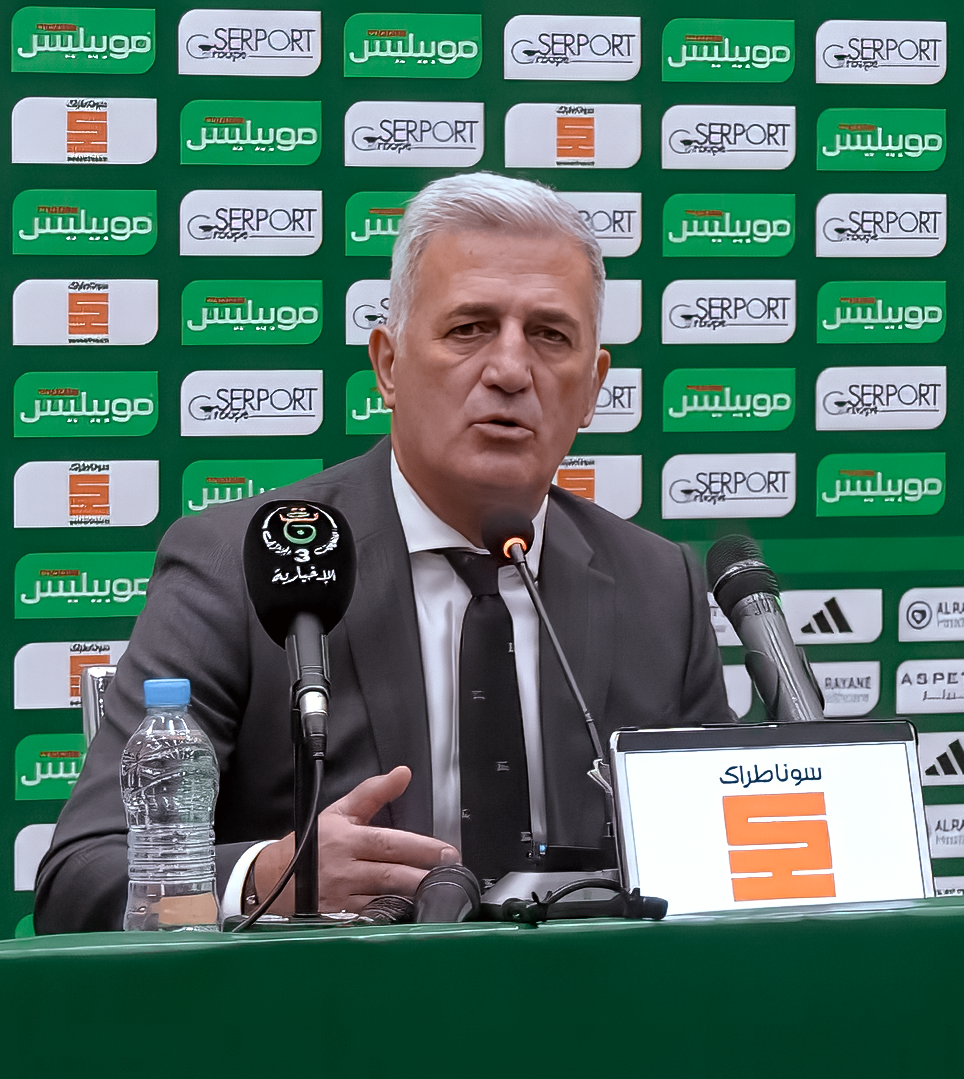
Vladimir Petković, depuis mars 2024.

### Staff technique de l'équipe
Depuis Mars 2024, le Suisso-Croato-Bosniaque Vladimir Petković est le premier responsable de la barre technique des Fennecs, il est assisté par Nabil Neghiz et Davide Morandi.
Son staff est aussi composé de Merouane Messaï et Nacereddine Berarma dans le role d'entraîneurs des gardiens, Paolo Rongoni comme préparateur physique et Saïd Aïgoun comme analyste video.
Saïd Fellak est l'attaché de presse chargé de communication et porte-parole officiel de la Fédération algérienne de football depuis Février 2024.

### Capitaines de l'équipe d'Algérie
Pour ce qui est du capitanat, Riyad Mahrez est le joueur qui a porté le brassard de capitaine le plus souvent, avec un total de cinquante fois.
Le 12 juin 2022, lors d'un match amical Algérie-Iran à Doha, Ismaël Bennacer devient le plus jeune capitaine de l'histoire de l'équipe d'Algérie à 24 ans.
| Nom                      | Période     | Capitanats |
| ------------------------ | ----------- | ---------- |
| Riyad Mahrez             | 2017 -      | 53 fois    |
| Yazid Mansouri           | 2004 - 2010 | 41 fois    |
| Tahar Chérif El-Ouazzani | 1993 - 1996 | 24 fois    |
| Ali Fergani              | 1980 - 1986 | 21 fois    |
| Madjid Bougherra         | 2010 - 2015 | 19 fois    |
| Carl Medjani             | 2013 - 2018 | 15 fois    |
| Mehdi Lacen              | 2012 - 2015 | 13 fois    |
| Raïs M'Bolhi             | 2017 -      | 13 fois    |
| Antar Yahia              | 2004 - 2012 | 11 fois    |
| Abdelhafid Tasfaout      | 2000 - 2002 | 9 fois     |
| Yacine Brahimi           | 2017 -      | 9 fois     |
| Aïssa Mandi              | 2017 -      | 9 fois     |
| Rabah Madjer             | 1989 - 1992 | 7 fois     |

## Effectif actuel

### Appelés récemment
Les joueurs suivants ne font pas partie du dernier groupe appelé mais ont été retenus en équipe nationale lors des 12 derniers mois.
Les joueurs qui comportent le signe , sont blessés au moment de la dernière convocation, et qui comportent le signe RET sont retraité.
| Pos. | Nom                | Date de Naissance | Sél. | Buts | Club           | Dernier appel                           |
| ---- | ------------------ | ----------------- | ---- | ---- | -------------- | --------------------------------------- |
| M    | Adem Zorgane       | 6 janvier 2000    | 19   | 1    | Charleroi SC   | vs Mozambique, 25 mars 2025             |
| M    | Ahmed Kendouci     | 22 juin 1999      | 8    | 0    | Cleopatra FC   | vs Mozambique, 25 mars 2025             |
| D    | Ahmed Touba        | 13 mars 1998      | 15   | 1    | Panathinaïkós  | vs Mozambique, 25 mars 2025             |
| D    | Sohaib Naïr        | 23 avril 2002     | 0    | 0    | EA Guingamp    | vs Mozambique, 25 mars 2025             |
| G    | Alexandre Oukidja  | 19 juillet 1988   | 7    | 0    | FC Metz        | vs Mozambique, 25 mars 2025             |
| A    | Bachir Belloumi    | 1er juin 2002     | 0    | 0    | Hull City      | vs Guinée équatoriale, 14 novembre 2024 |
| A    | Badredine Bouanani | 8 décembre 2004   | 5    | 0    | OGC Nice       | vs Togo, 14 octobre 2024                |
| G    | Zakaria Bouhalfaya | 11 août 1997      | 0    | 0    | CS Constantine | vs Togo, 14 octobre 2024                |
| D    | Saâdi Radouani     | 18 mars 1995      | 1    | 0    | USM Alger      | vs Togo, 14 octobre 2024                |
| M    | Amir Sayoud        | 30 septembre 1990 | 3    | 1    | Al-Raed FC     | vs Liberia, 10 septembre 2024           |
| D    | Naoufel Khacef     | 27 octobre 1997   | 3    | 0    | CR Belouizdad  | vs Liberia, 10 septembre 2024           |
| D    | Zineddine Belaïd   | 20 mars 1999      | 3    | 0    | Saint-Trond VV | vs Liberia, 10 septembre 2024           |

## Villes et stades
À la différence de nombreuses sélections, « Les Fennecs » n'ont pas de stade national attitré. Que ce soit pour les matchs qualificatifs pour la Coupe du monde ou pour les matchs amicaux, l'équipe évolue dans de nombreux stades; cependant les grandes rencontres internationales ont généralement lieu au stade du 5-Juillet-1962 d'Alger. D'autres stades ont accueilli Les Fennecs ces dernières années, notamment le stade Mustapha-Tchaker à Blida. D'autres matches internationaux ont également été joués au stade du 19-Mai-1956 d'Annaba et au stade Ahmed-Zabana d'Oran, au Stade du 20-Août-1955 et au complexe sportif Akid Lotfi de Tlemcen, ainsi qu'au stade Chahid-Hamlaoui de Constantine.
| Alger                   | [[Fichier:Algeria_location_map.svg\|400px\|{{#if:\|{{{alt}}}\|Équipe d'Algérie de football est dans la page Algérie.]]Alger Blida Oran Tizi-Ouzou Annaba | Oran                   |
| ----------------------- | --- | ---------------------- |
| Stade du 5-Juillet-1962 | [[Fichier:Algeria_location_map.svg\|400px\|{{#if:\|{{{alt}}}\|Équipe d'Algérie de football est dans la page Algérie.]]Alger Blida Oran Tizi-Ouzou Annaba | Stade Miloud-Hadefi    |
|                         | [[Fichier:Algeria_location_map.svg\|400px\|{{#if:\|{{{alt}}}\|Équipe d'Algérie de football est dans la page Algérie.]]Alger Blida Oran Tizi-Ouzou Annaba |                        |
| Capacité: 64,000        | [[Fichier:Algeria_location_map.svg\|400px\|{{#if:\|{{{alt}}}\|Équipe d'Algérie de football est dans la page Algérie.]]Alger Blida Oran Tizi-Ouzou Annaba | Capacité: 40,143       |
| Stade Nelson-Mandela    | [[Fichier:Algeria_location_map.svg\|400px\|{{#if:\|{{{alt}}}\|Équipe d'Algérie de football est dans la page Algérie.]]Alger Blida Oran Tizi-Ouzou Annaba | Stade Ahmed-Zabana     |
|                         | [[Fichier:Algeria_location_map.svg\|400px\|{{#if:\|{{{alt}}}\|Équipe d'Algérie de football est dans la page Algérie.]]Alger Blida Oran Tizi-Ouzou Annaba |                        |
| Capacité: 40,784        | [[Fichier:Algeria_location_map.svg\|400px\|{{#if:\|{{{alt}}}\|Équipe d'Algérie de football est dans la page Algérie.]]Alger Blida Oran Tizi-Ouzou Annaba | Capacité: 40,000       |
| Annaba                  | Tizi-Ouzou | Blida                  |
| Stade du 19-Mai-1956    | Stade Hocine-Aït-Ahmed | Stade Mustapha-Tchaker |
|                         | |                        |
| Capacité: 56,000        | Capacité: 50,766 | Capacité: 25,000       |

L'équipe d'Algérie joue historiquement au stade du 20-Août-1955 à Alger qui a accueilli le premier match international de l'Algérie sur son sol le 6 janvier 1963 face à la sélection de Bulgarie, match remporté sur le score de deux buts à un.
L'Algérie délocalise parfois ses matchs amicaux en Europe, l'Algérie a joué plusieurs matchs à « domicile » ces dernières années en France et en Suisse en raison du fait qu'il y a une importante communauté d'expatriés dans l'ouest de Europe et qu'une grande partie des joueurs évoluent dans les championnats européens.

## Soutien et image

### Emblèmes

Ancien logo (1986-1992)
Ancien logo (1996-2002)
Ancien logo (2003-2009)
Ancien logo (2010-2011)
Ancien logo (2010-2014)
Ancien logo (2014-2018)
Ancien logo (2018)
Ancien logo (2019)
Logo actuel (Utilisé sur les maillots depuis 2019)
Logo actuel (utilisé sur le site officiel de la FAF et ses réseaux sociaux)
Logo actuel (utilisé sur le site officiel de la FAF et ses réseaux sociaux)

### Symboles

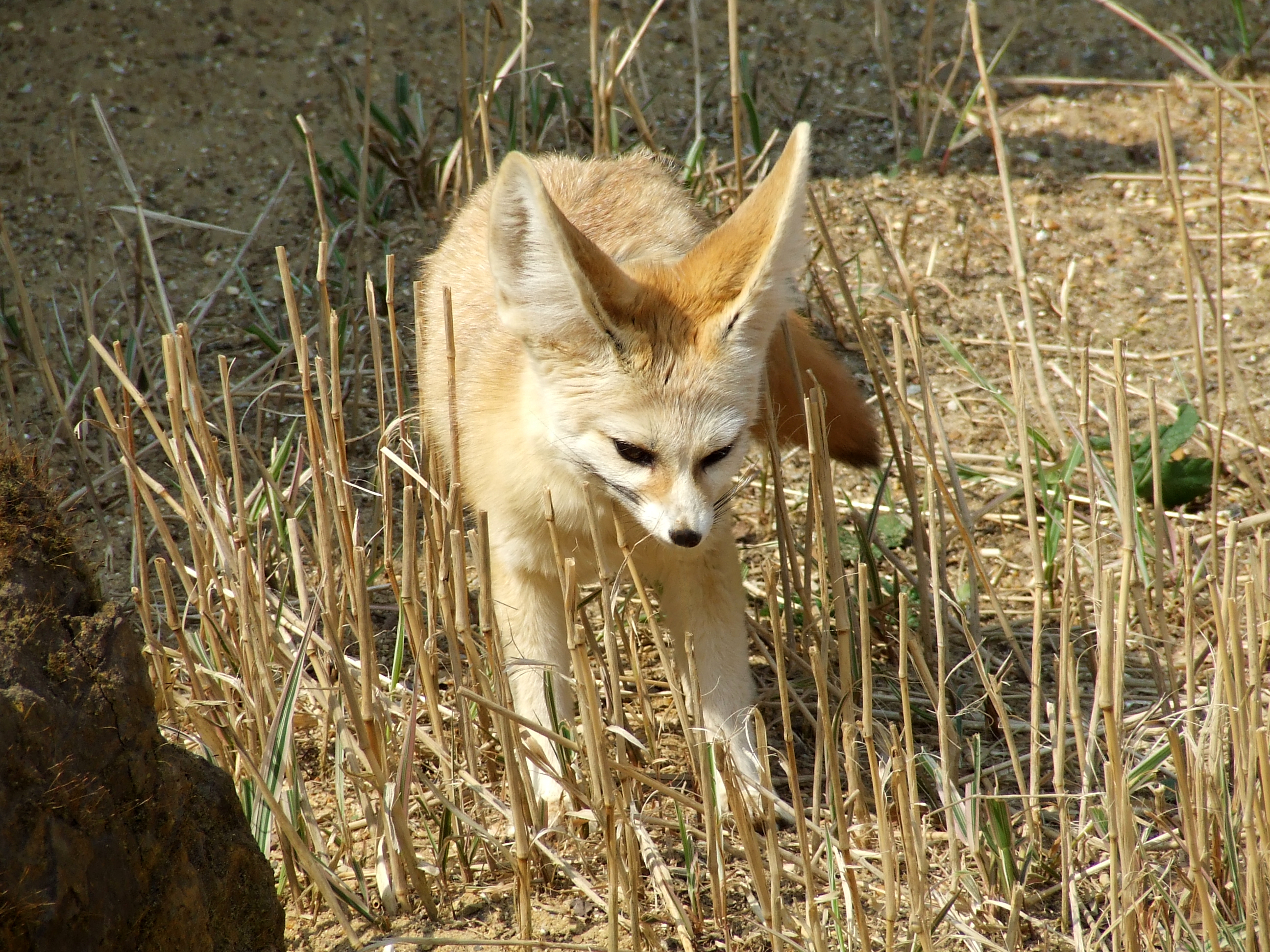
Les Fennecs est le surnom donné à l'équipe d'Algérie.
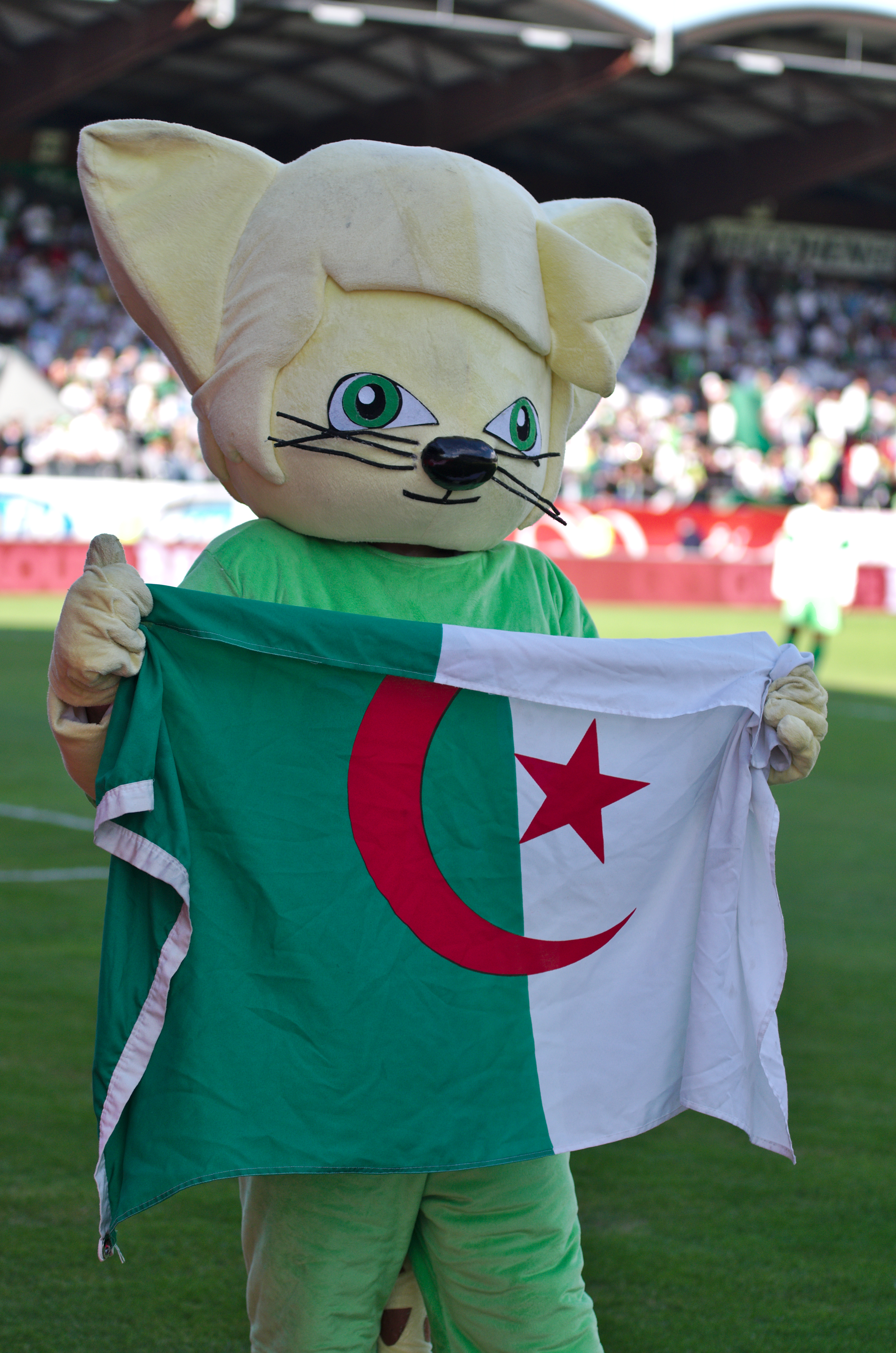
Mascotte de l'équipe d'Algérie.

### Équipementier
| Période   | Équipementiers   |
| --------- | ---------------- |
| 1962–1968 | Aucun équipement |
| 1975–1978 | Adidas           |
| 1978–1990 | Sonitex          |
| 1990–1992 | Adidas           |
| 1993–1995 | Lotto            |
| 1996–2003 | Cirta Sport      |
| 2003–2009 | Le Coq Sportif   |
| 2010–2014 | Puma AG          |
| 2015–2026 | Adidas           |

Dans les années 1980, l'équipementier de l'Algérie est Sonitex (Société nationale des industries textiles). Adidas est par la suite l'équipementier à plusieurs reprises (1990 puis 1998 et 2001).
Cirta Sports, Baliston ont également été l'équipementier de l'équipe nationale. De 2004 à 2009, elle est en contrat avec l'équipementier français Le coq sportif. La sélection est sous contrat avec l'équipementier allemand Puma, du 1er janvier 2010 au 31 juillet 2014.
Les tenues Puma de 2010-2011, qui faisaient partie de la collection Afrique avait un fennec dessiné sur l'épaule droite (en référence au surnom). Lors de l'année 2012, Puma dévoile les nouveaux maillots africains avec deux bandelettes sur chaque épaule représentant les couleurs du pays.
Le 23 avril 2014, la FAF lance un appel d'offres, pour trouver le nouvel équipementier de l'équipe national, et choisie finalement l'Allemand Adidas, (officiel pour la saison 2014-2015). En janvier 2019, Kheireddine Zetchi avait scellé une alliance de 4 ans contre un montant global de 1.9 million d’euros avec primes et le 1er janvier 2023, Djahid Zefizef renouvelle le contrat jusqu'au 2026 d'un montant de 1.5 million d’euros avec primes.

### Évolution de maillots

Drapeau de l'Algérie.
Logo de la fédération algérienne.

Les couleurs du drapeau algérien ont toujours fait partie des couleurs de la sélection, la tenue domicile était à l'origine composée d'un maillot vert, d'un short blanc et de chaussettes vertes à l'image de l'Irlande au moment de l'indépendance du pays d'où le surnom, les Verts, encore en vigueur de l'équipe nationale. Les chaussettes deviennent rouges à la fin des années 60 et rappellent alors le drapeau du pays. 
Celle-ci est sensiblement modifiée  à partir de 1980 où elle devient blanche, symbole de pureté. Les seuls changement sont des détails notamment vert présent sur le maillot en fonction des modèles fournis par l'équipementier.
Concernant la tenue extérieure de l'Algérie, elle jouaient blanc puis historiquement au fil du temps en vert où des détails en blanc et rouge sont ajoutés à la tenue extérieure. Seule exception en 1986, la tenue extérieure est rouge. Ces dernières années la tenue extérieure est verte ou encore un vert bouteille avec une ligne blanche.
Depuis les années 1990, on retrouve sur le maillot le drapeau algérien, et depuis 2004 on trouve sur la poitrine des joueurs le logo de l'équipementier ainsi que le logo de la fédération algérienne, drapeau algérien en forme de cercle.
Concernant les fournisseurs techniques de l'équipe algérienne, historiquement c'est l'équipementier Adidas qui fournit l'Algérie. Cependant l'Algérie a connue diverses sociétés a savoir le maillot lors de la Coupe du monde 1982 et Coupe du monde 1986 est fourni par l'entreprise locale Sonitex, de 1993 à 1995, c'est l'entreprise italienne Lotto qui est choisie pour équipée les Fennecs. De 1996 à 2003, La fédération a choisie Cirta Sport, de 2003 à 2009, c'est le français Le Coq Sportif qui équipe la sélection algérienne puis de 2010 à 2014, c'est Raouraoua qui a signé le contrat avec l'entreprise allemande Puma.
L'Algérie est de nouveau fournie par l'allemand Adidas, le premier contrat débute en 2015 pour une durée de quatre ans, il est finalement prolongé jusqu'en 2026, qui redevient le fournisseur technique de l'Algérie.

#### Domicile
|  | Historique | 1960/70 | 1980 | 1982 | 1986 | 1990 | 1998 | 2002 | 2009 |

| 2010 | 2014 | 2016 | 2017 | 2019 | 2020 | 2021 | 2022 | 2024 |

#### Extérieur
| 1975 | 1978 | 1982 | 1982 | 1986 | 1986 | 1992 | 1998 | 2002 |

|  | 2010 | 2015 | 2016 | 2017 | 2019 | 2021 | 2022 | 2024 |

### Supporteurs
L'Équipe d'Algérie dispose d'une grande base de fans à travers le monde. Ils comprennent l'ensemble des expatriés partout dans le monde, il y a ceux qui se trouvent à Londres, à New York, à Paris, à Montréal, au Brésil, et d'autres en Afrique du Sud, mais la grande majorité d'entre eux sont présents en France. On les trouve aussi dans les pays du Golfe comme le Qatar et l'Arabie saoudite, le Liban, l'Égypte et même en Palestine, en particulier à Gaza.
Il a été noté un phénomène qui a lieu dans les stades du monde, qui est d'afficher le drapeau algérien au Camp Nou, au Santiago Bernabeu, à San Siro, à l'Allianz Arena et dans les stades de la France entière, et il est censé défendre les joueurs algériens qui évoluent dans les championnats européens.

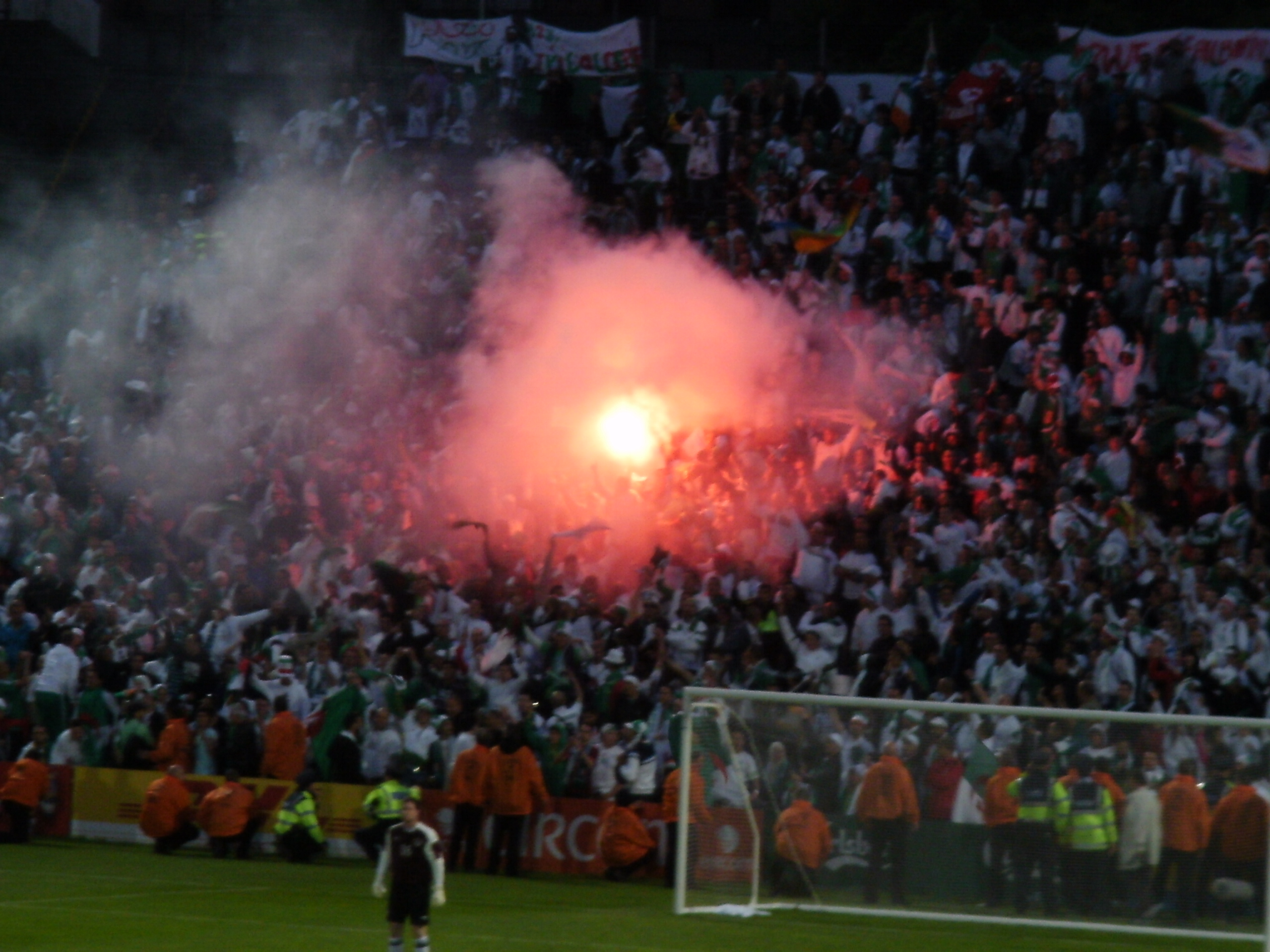
Les fans de l'équipe nationale algérienne en Irlande
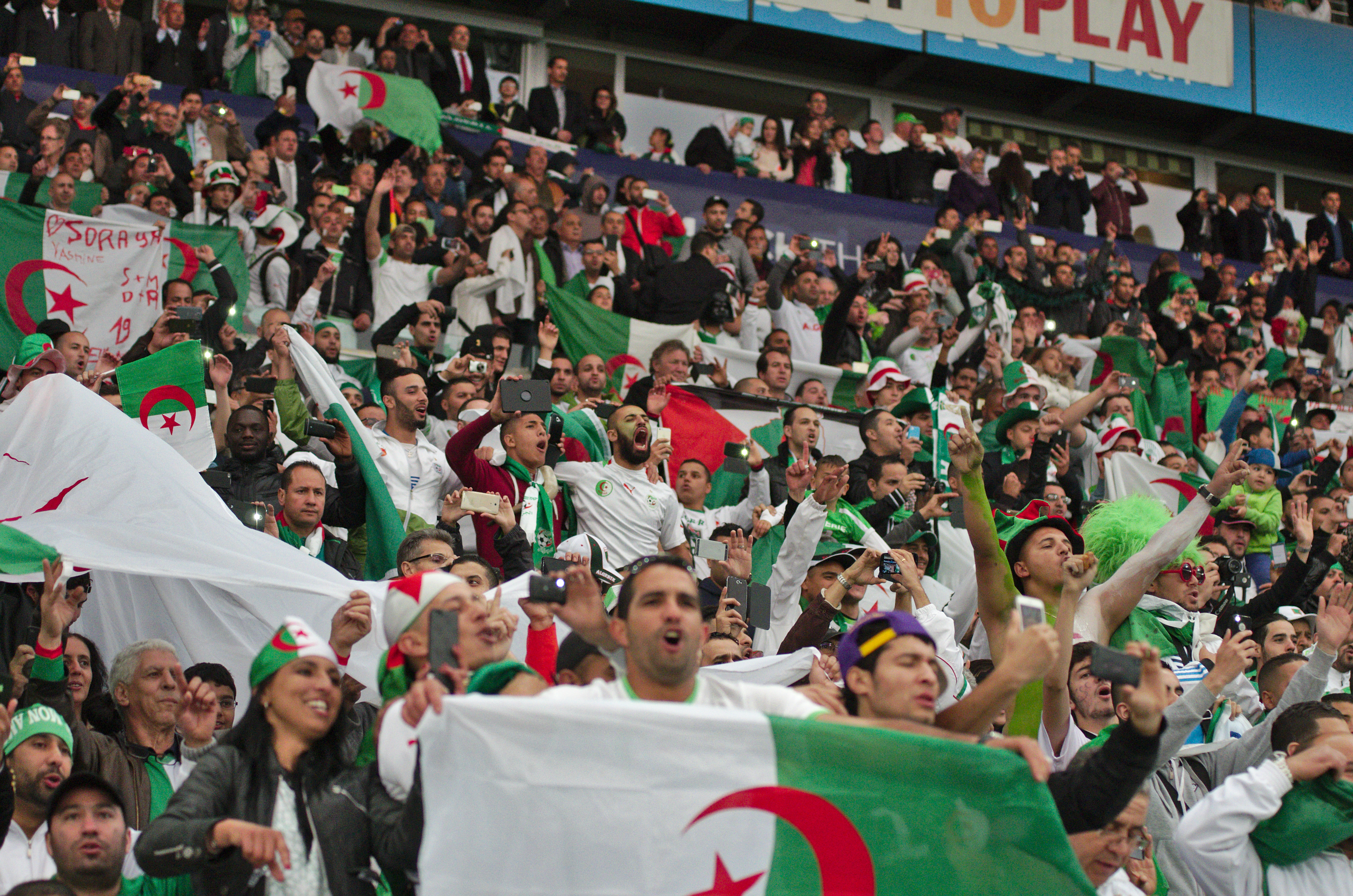
Les supporters algériens dans un match contre Roumanie en 4 juin 2014.
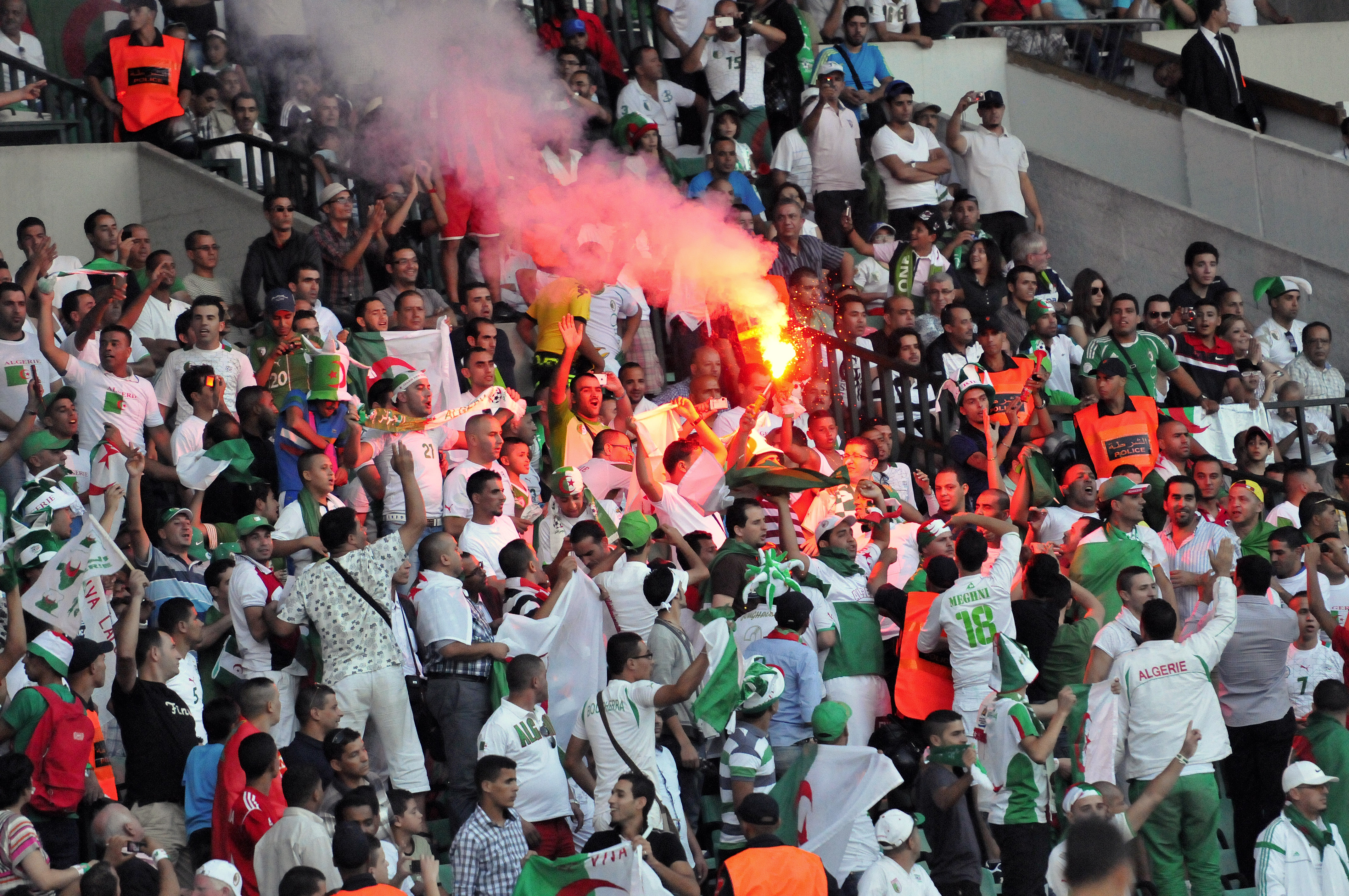
Un match de l'Algérie en 2012 au stade Mohammed-V au Maroc
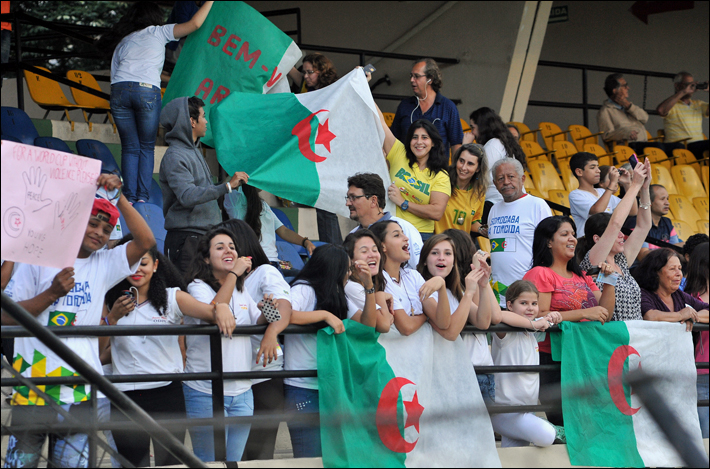
Supporters algériens à la Coupe du monde 2014

## Nations rencontrées
Carte des équipes rencontrées par l'Algérie.
Nombre de matchs disputés contre l'équipe d'Algérie de football :
- Un seul match
- De deux à quatre matchs
- De cinq à neuf matchs
- De dix à vingt matchs
- Plus de vingt matchs
- Plus de cinquante matchs

Les quatre apparitions algérienne en phases finales internationales (quatre en Coupe du monde) ont donné l'occasion à l'équipe nationale de rencontrer en match officiel des sélections d'Europe (Belgique, Russie, Autriche, Allemagne, Irlande du Nord, Espagne, Slovénie et Angleterre), d'Amérique du Nord (États-Unis), d'Amérique du Sud (Brésil, Chili), et d'Asie (Corée du Sud).

### Rivalités
| Adversaire                             | J.  | G.  | N. | P. | Bp  | Bc  | Diff | Dernier match     | Réf      |
| -------------------------------------- | --- | --- | -- | -- | --- | --- | ---- | ----------------- | -------- |
| Tunisie                                | 49  | 18  | 16 | 15 | 51  | 43  | +8   | 20 juin 2023      | [ f 57 ] |
| Maroc                                  | 30  | 9   | 11 | 10 | 32  | 33  | -1   | 11 décembre 2021  | [ f 58 ] |
| Égypte                                 | 29  | 11  | 12 | 6  | 37  | 35  | +2   | 16 octobre 2023   | [ f 59 ] |
| Mali                                   | 27  | 14  | 3  | 10 | 41  | 28  | +13  | 16 novembre 2022  | [ f 60 ] |
| Sénégal                                | 24  | 14  | 6  | 4  | 34  | 18  | +16  | 12 septembre 2023 | [ f 61 ] |
| Côte d'Ivoire                          | 23  | 7   | 8  | 8  | 27  | 28  | -1   | 20 janvier 2022   | [ f 62 ] |
| Burkina Faso                           | 23  | 9   | 8  | 6  | 37  | 22  | +15  | 20 janvier 2024   | [ f 63 ] |
| Nigeria                                | 21  | 10  | 4  | 7  | 28  | 27  | +1   | 27 septembre 2022 | [ f 64 ] |
| Libye                                  | 21  | 15  | 3  | 3  | 33  | 10  | +23  | 14 octobre 2012   | [ f 65 ] |
| TOTAL                                  | 249 | 109 | 71 | 69 | 325 | 244 | +81  |                   |          |
| Dernière mise à jour : 12 janvier 2025 |     |     |    |    |     |     |      |                   |          |

#### Avec l'Allemagne
Juste après l’indépendance du pays, l'Algérie joue contre l'Allemagne et gagne par 2-0. L'Algérie bat l'Allemagne à la Coupe du monde de football 1982 sur un score de 2 à 1. Cette dernière joue le dernier match de poule contre l'Autriche qui a battu l'Algérie 2-0. Cette rencontre appelée le match de la honte barre la route de l'Algérie vers les huitièmes de finale, malgré la victoire 3-2 contre le Chili. la Mannschaft et l'Autriche vont en huitièmes de finale. L'aventure de l'Autriche s'achève contre la France en huitièmes de finale et celle de la Mannschaft en finale contre l'Italie.
À la Coupe du monde de football 2014 au Brésil, L'Algérie retrouve la Mannschaft en huitième de finale et l'Algérie perd 2-1. Le match Allemagne - Algérie est considéré comme l'un des plus spectaculaire de la Coupe du monde de football 2014.

#### Avec le Maroc
Trente-cinq matchs officiels ont été disputés par l'Algérie contre le Maroc depuis la création des deux sélections, la première ayant eu lieu le 12 septembre 1967 lors d'un match pour la qualification pour les jeux méditerranéens, avec un score de 1-3 pour l'Algérie. Le bilan global est presque équilibré avec 11 victoires pour l'Algérie contre 10 pour le Maroc et 10 matchs nuls.

#### Avec la Tunisie

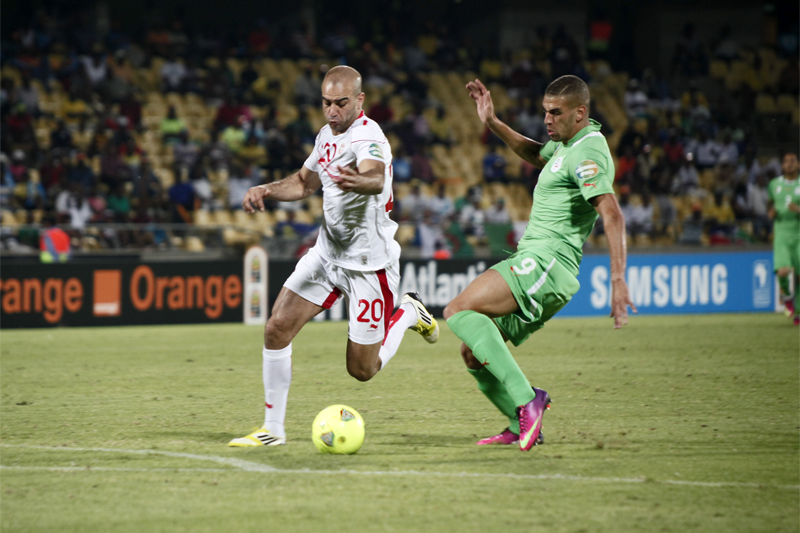
Aymen Abdennour et Islam Slimani lors du match Tunisie-Algérie à la Coupe d'Afrique des nations 2013.

L'Algérie a disputé à ce jour 51 matchs face à la Tunisie entre 1963 et 2021. La première rencontre a eu lieu le 1er juin 1957 lors d'un match amical contre l'équipe du FLN. C'est à cette période que les matchs ont été les plus réguliers. En effet, les deux équipes se sont affrontées à six reprises, entre le 1er juin 1957 au 1er mai 1958, avec à la clés six victoires pour les Algériens. Le premier match officiel a eu lieu le 15 décembre 1963, lors d'un match amical. Les deux équipes se sont également affrontées à trois reprises en phase de qualification de la Coupe du monde de football en 1970, 1978 et 1986. Le bilan global est de 23 victoires , 15 matchs nuls et 16 défaites. La dernière défaite contre leurs voisins date du 22 janvier 2013.

#### Avec l'Égypte
La rivalité entre l'Algérie et l'Égypte s'étend sur 28 matchs entre 1963 et 2021. les confrontations entre les deux pays se sont toujours soldées par une rivalité intenses ou parfois la politique était mêlée. Parmi les matchs ou les événements historiques qui ont marqué la rivalité :
- 1958 : Refus de l'Égypte à jouer contre l'équipe du FLN afin de ne pas froisser la Fifa qui ne reconnaissait pas l'équipe algérienne.
- 1978 : L'Égypte se retire des Jeux africains de 1978 organisés en Algérie à la suite des incidents du match du tournoi de football entre l'Égypte et la Libye.
- 1984 : Heurts avant et après le match et bagarre générale entre les deux équipes lors du match retour au Caire entrant dans le cadre du dernier tour des éliminatoires des JO 1984.
- 1989 : Heurts avant et après le match entre les deux équipes lors du match retour au Caire entrant dans le cadre du dernier tour des éliminatoires de la CM 1990.
- 2001 : Heurts avant et après le match entre les deux équipes lors du match retour à Annaba entrant dans le cadre des éliminatoires de la CM 2002.
- 2009 : Heurts avant et après le match entre les deux équipes lors du match retour au Caire puis au match barrage à Omdourman (Soudan) entrant dans le cadre du dernier tour des éliminatoires de la CM 2010.

### Traduction
- (en) Cet article est partiellement ou en totalité issu de l’article de Wikipédia en anglais intitulé « Algeria national football team » (voir la liste des auteurs).